# Portugees voetbalelftal (mannen)
Het Portugees voetbalelftal is een team van voetballers dat Portugal vertegenwoordigt in internationale wedstrijden. Het land haalde op het WK twee keer de halve finale, in 1966 en 2006. Op het EK waren er halvefinaleplaatsen in 1984, 2000 en 2012; in 2004 werd de finale verloren en in 2016 werd de titel gewonnen. Bekende spelers waren Eusébio, Luís Figo en Cristiano Ronaldo.

## Geschiedenis

### 1921 - 1964 De beginjaren
Portugal speelde zijn eerste interland in 1921, het speelde met 3-3 gelijk tegen en in Spanje, drie jaar later boekte het zijn eerste overwinning. In 1924 schreef Portugal zich in voor de Olympische Spelen in Frankrijk, maar het trok zich terug, op de Olympische Spelen van 1928 werd in de eerste ronde van Joegoslavië gewonnen, waarna in de kwartfinales Egypte te sterk was.
Portugal schreef zich in voor het WK van 1934, maar in de kwalificatie was Spanje duidelijk te sterk (9-0 in Madrid, 1-2 in Lissabon). In 1938 was Zwitserland de obstakel voor kwalificatie, in Milaan werd een 2-1 nederlaag geleden. Na de tweede wereldoorlog bleef Portugal een van de zwakste landen van Europa, in 1947 leed het zijn grootste nederlaag in zijn geschiedenis, 0-10 thuis tegen Engeland. In 1950 haalde het zijn eerste punt in een WK-wedstrijd (2-2 tegen Spanje), maar door een 5-1 nederlaag eerder had het resultaat weinig waarde. Vanwege een gebrek aan deelnemers werd het land alsnog uitgenodigd voor het toernooi, maar de uitnodiging werd niet geaccepteerd. Ook voor het WK van 1954 was Portugal kansloos, Oostenrijk versloeg de Portugezen met 9-1.
Langzaam werden de prestaties beter, voor kwalificatie voor het WK van 1958 werd tweevoudig wereldkampioen Italië met 3-0 verslagen, maar 3-0 nederlagen tegen Italië en Noord-Ierland zorgde toch voor een laatste plaats in de groep. Voor het eerste EK in 1960 waren twee play-off rondes genoeg om de eindronde te halen. Eerst werd Oost-Duitsland verslagen, waarna Joegoslavië in de kwartfinale duidelijk te sterk was (5-1 in Belgrado).
In 1960 en 1961 veroverde de Portugese topclub Benfica de Europa Cup der Landskampioenen na hartverscheurende finales tegen de Spaanse grootmachten FC Barcelona en Real Madrid. Het Portugese team profiteerde er nog niet van, voor kwalificatie voor het WK van 1962 was er een pijnlijke nederlaag tegen Luxemburg ondanks het debuut van de Mozambikaanse steraanvaller Eusébio en de achterstand op Engeland was vier punten. In de eerste ronde voor het EK van 1964 was men gewaagd aan Bulgarije, zowel in Sofia als in Lissabon werd het 3-1. In de beslissingswedstrijd in Rome leed Portugal een 1-0 nederlaag door een laat doelpunt van Georgi Asparuhov.

### 1964 - 1980 Eusébio schittert op het WK in Engeland

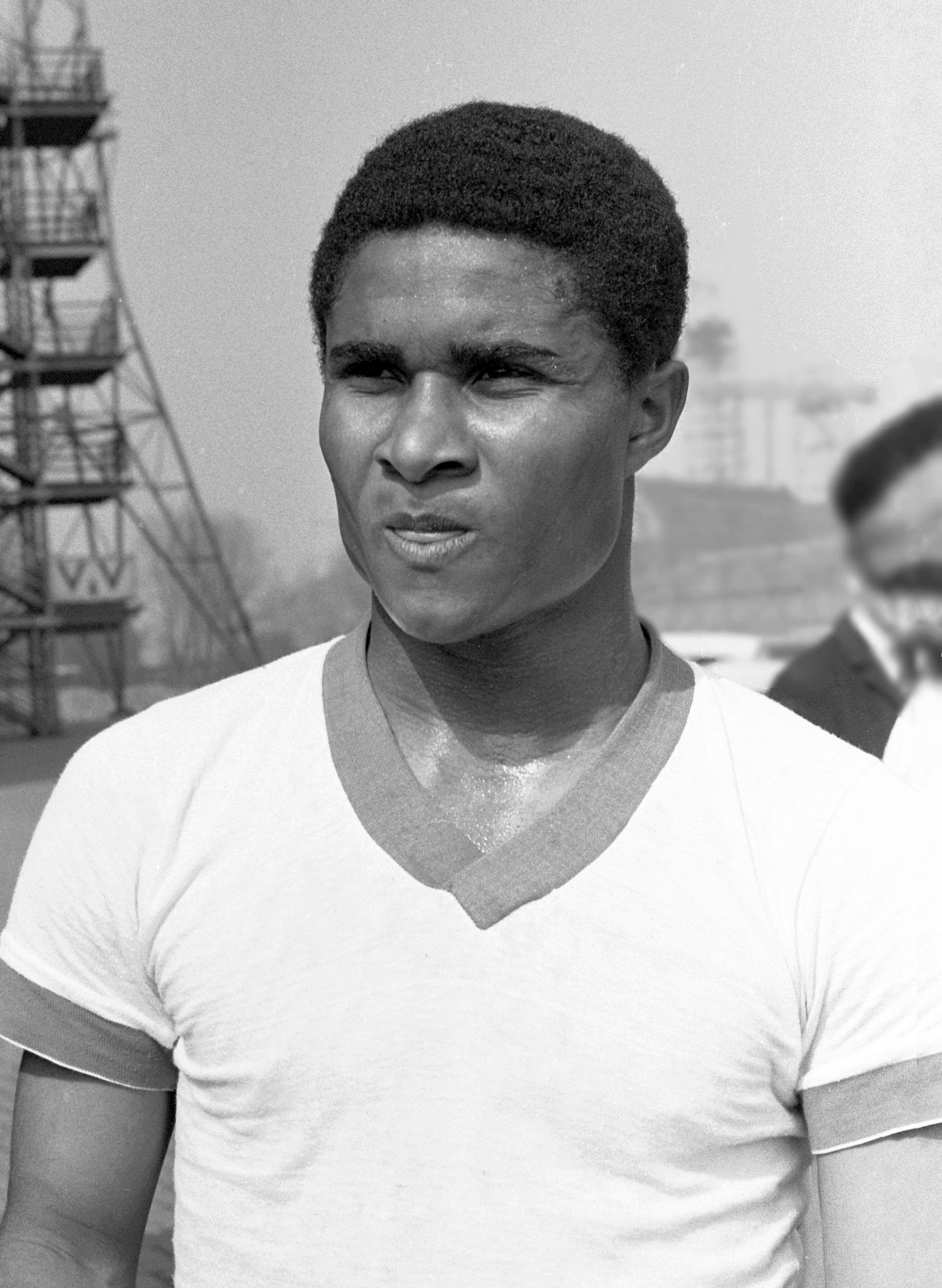
Eusébio

#### WK 1966
Belangrijkste obstakel om kwalificatie voor het WK van 1966 af te dwingen was Tsjecho-Slowakije, de nummer twee van het vorige WK. Portugal won de eerste vier wedstrijden, Eusébio scoorde zeven keer waaronder het winnende doelpunt in Praag tegen de Tsjechen. Een doelpuntloos gelijkspel in de return was genoeg om zich voor de eerste keer voor een groot toernooi te plaatsen. Op het WK in Engeland had het team meteen een vliegende start door het sterke Hongarije met 3-1 te verslaan, José Augusto scoorde twee doelpunten. Na een 3-0 overwinning op Bulgarije zou Portugal genoeg hebben aan een gelijkspel tegen regerend wereldkampioen Brazilië. Terwijl de Braziliaans ster Pelé op een gewelddadige manier uit de wedstrijd werd geschopt door Morais scoorde Eusébio twee maal en met een 3-1 overwinning werd de kwartfinale bereikt. In de kwartfinale wachtte de verrassing van het toernooi Noord-Korea, dat Italië had uitgeschakeld. Een nieuwe stunt leek in de maak, want na 25 minuten was de stand 3-0 voor Noord-Korea. Eusébio, de "Zwarte parel" zorgde persoonlijk voor de ommekeer in de wedstrijd en scoorde vier doelpunten, de eindstand was 5-3 voor Portugal. In de halve finale tegen Engeland werd Eusébio effectief uit de wedstrijd gehouden door Nobby Stiles, al scoorde hij nog wel uit een strafschop. Engeland was door twee doelpunten van Bobby Charlton met 2-1 te sterk en Eusébio was na afloop van de wedstrijd ontroostbaar. Uiteindelijk eindigde de debutant op een prachtige derde plaats door een 2-1 overwinning op de Sovjet-Unie, Eusébio was topscorer van het toernooi met negen doelpunten.

#### 1966 - 1978
Het succes kreeg geen passend vervolg, voor het EK in 1968 begon de ploeg met een thuisnederlaag tegen Zweden en was een nieuwe nederlaag tegen Bulgarije de ploeg fataal. Nog erger was kwalificatie voor het WK van 1970, de bronzen ploeg van het vorige WK eindigde op de vierde en laatste plaats in zijn groep, Roemenië plaatste zich voor Mexico. Voor het EK van 1972 en WK van 1974 waren respectievelijk België en Bulgarije te sterk, Eusébio stopte met zijn interlandcarrière. Symbolisch voor de neergang van het Portugese team in de jaren zeventig was een 5-0 nederlaag tegen Tsjecho-Slowakije voor kwalificatie voor het EK van 1976, Portugal eindigde op de derde plaats in zijn groep achter Tsjecho-Slowakije en Engeland. De cyclus om het WK van 1978 was al na één wedstrijd een kansloze zaak na een 0-2 thuisnederlaag tegen Polen.

#### EK 1980
Om het EK van 1980 te halen was Portugal ingedeeld in een sterke groep met België, Oostenrijk en Schotland. Halverwege de cyclus had Portugal een ruime voorsprong op de concurrentie, Portugal had zeven punten uit vier wedstrijden en omdat de concurrentie onderling veel punten verloren was eindelijk aanwezigheid op een groot toernooi reëel. Een 2-0 nederlaag tegen België bracht de spanning in de groep terug en na een thuisnederlaag tegen Oostenrijk was het eindresultaat opnieuw teleurstellend.

### 1980 - 1990: Thriller tegen Frankrijk spaarzaam hoogtepunt

#### WK 1982
Het WK in 1982 bood meer perspectieven, omdat het deelnemersveld met acht landen werd uitgebreid. Portugal kwam terecht in een groep met maar één topland: Schotland. Na een goed begin (vijf punten uit drie wedstrijden) werden er vier wedstrijden achter elkaar verloren, waarbij een 4-1 nederlaag tegen Israël de pijnlijkste was. De laatste plaats dreigde, maar een 2-1 overwinning op het als eerste Schotland voorkwam een blamage. Portugal eindigde op de vierde plaats met ook nog Noord-Ierland en Zweden achter zich.

#### EK 1984
Portugal werd ingedeeld in een zware groep met Polen en de Sovjet-Unie, twee van de sterkste Europese landen van begin jaren tachtig. Een 2-1 overwinning op Polen bood perspectieven, maar in Moskou werd Portugal weggespeeld: 5-0 tegen de Sovjet-Unie. Polen won ook in Polen (0-1), de laatste wedstrijd tegen de Sovjet-Unie moest gewonnen worden en dat lukte dankzij een makkelijk gegeven strafschop, benut door spits Rui Jordão. De ploeg plaatste zich voor de eerste keer sinds 1966 voor een Eindronde en begon het toernooi goed met een 0-0 gelijkspel tegen titelverdediger West-Duitsland. Vooral de besnorde spelverdeler Fernando Chalana maakte indruk met zijn technisch hoogstaande spel. Na een 1-1 gelijkspel tegen Spanje moest er gewonnen worden van Roemenië om de halve finale te halen. Lang bleef het 0-0, maar negen minuten voor tijd scoorde Nené het winnende doelpunt. In de halve finale wachtte het gastland Frankrijk, dat met Michel Platini de grote man van het toernooi had. Na een 1-0 achterstand kreeg Portugal steeds meer vat op het middenveld, Chalana domineerde het middenveld en er ontstond een ware thriller. Na twee voorzetten van Chalana scoorde Rui Jordão, zowel in de reguliere als in de extra tijd. Portugal leek lang voor een enorme stunt te zorgen, maar in de laatste zes minuten boog Frankrijk de wedstrijd om na een 3-2 overwinning. Chalana verdiende een transfer naar de Franse topclub Girondins de Bordeaux, maar vooral door chronisch blessure-leed haalde hij nooit meer zijn topniveau.

#### WK 1986
Portugal streed met Zweden, Tsjecho-Slowakije en Duitsland om twee WK-plaatsen. De start was goed met drie overwinningen, maar door thuisnederlagen tegen Zweden en Duitsland werd de situatie penibel. Door een 0-1 overwinning op Duitsland (doelpunt Carlos Manuel) en een nederlaag van Zweden tegen Tsjecho-Slowakije werd kwalificatie alsnog bereikt. Op het WK in Mexico rommelde het in de Portugese ploeg, er was een staking uitgebroken onder de spelers voor meer premies en de trainings- en hotelfaciliteiten waren amateuristisch. Het toernooi begon met een 1-0 zege op Engeland en ondanks een 1-0 nederlaag tegen Polen zou de ploeg genoeg aan een gelijkspel tegen Marokko hebben om zich te plaatsen voor de achtste finales. Portugal verloor echter kansloos van de Afrikanen (3-1), coach José Torres diende zijn ontslag in en verschillende spelers, onder wie Carlos Manuel en Paulo Futre, kregen door het wangedrag in het trainingskamp een verbod om voor de nationale ploeg te spelen.

#### 1986 - 1990
Met een veredeld B-team was Portugal kansloos voor kwalificatie voor het EK in 1988, de achterstand op Italië was vijf punten. Dieptepunt was een 2-2 gelijkspel thuis tegen Malta. Voor het WK van 1990 streed Portugal met Tsjecho-Slowakije om de tweede plaats in de groep achter België. Portugal verloor in Praag met 2-1 en moest in de laatste wedstrijd met 4-0 winnen om zich te plaatsen. Het bleef 0-0 en Portugal bleef opnieuw thuis.

### 1990 - 2006 Gouden Generatie mist hoofdprijs

#### EK 1992

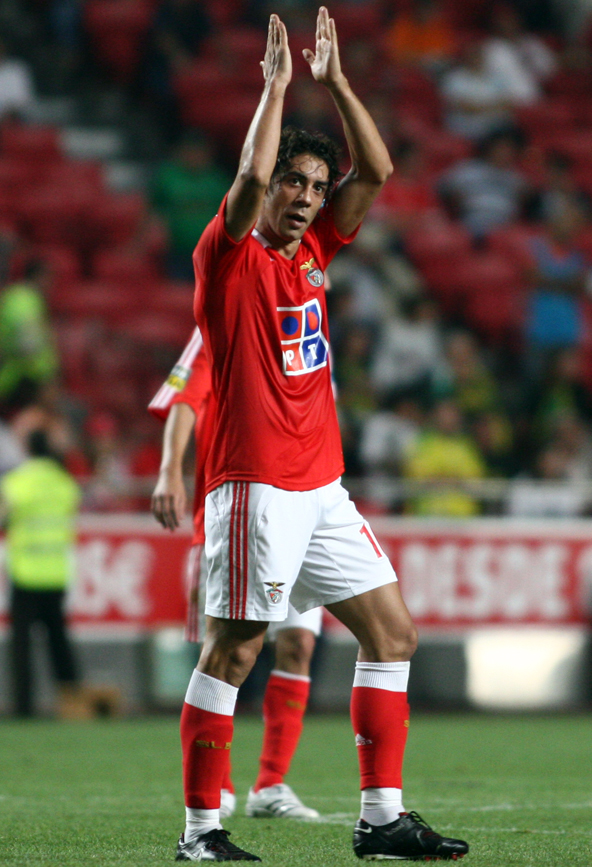
Rui Costa

Er was hoop voor het Portugese voetbal, zowel in 1989 als in 1991 werd Portugal wereldkampioen bij de jeugd, vooral de generatie van 1991 met Luís Figo en Rui Costa als belangrijkste exponenten was veelbelovend. Deze generatie kreeg als bijnaam Geração de Ouro ("Gouden Generatie"). Het seniorenteam was ook talentvol met Paulo Futre en Rui Barros als bekende spelers, Portugal streed met Europees kampioen Nederland om een plek op het EK. De onderlinge wedstrijden eindigden beiden in een 1-0 overwinning voor de thuisploeg, maar een nederlaag tegen Griekenland en een gelijkspel tegen Finland werd de ploeg noodlottig.

#### WK 1994
Met een mix van routine en jeugd probeerde Portugal het WK te halen. Het toonde vooral zijn potentie in de thuiswedstrijd tegen Schotland met een 5-0 overwinning, Portugal streed met Italië om een plaats naast Zwitserland. Portugal moest de uitwedstrijd tegen Italië winnen, maar toonde vooral een afwachtende houding in Milaan. Uiteindelijk werd de wedstrijd beslist in het voordeel van Italië door een doelpunt van Dino Baggio vlak voor tijd. Hierdoor liepen ze opnieuw kwalificatie mis.

#### EK 1996
Portugal koos nu definitief voor de jeugd, met naast Figo en Rui Costa de keeper van FC Porto Vítor Baía en de harde verdediger Fernando Couto. Figo en Rui Costa vertrokken naar een buitenlandse club, respectievelijk FC Barcelona en Fiorentina. Portugal eindigde met zes voorsprong op Ierland en Noord-Ierland op de eerste plaats in zijn groep en plaatste zich voor de eerste keer in tien jaar voor een internationaal toernooi. Na een 1-1 gelijkspel tegen Denemarken en een 1-0 zege op Turkije versloeg Portugal het al geplaatste Kroatië met 3-0. Voetbalcommentator bij de FIFA Ruud Gullit roemde het spel van de Portugezen met de term "sexy football". In de kwartfinale tegen Tsjechië strandde het Portugese combinatievoetbal op de Tsjechische muur: Portugal werd verslagen door een lob van Karel Poborský.

#### WK 1998
Portugal moest in de achtervolging om zich te kwalificeren voor het WK van 1998 na een doelpuntloos gelijkspel tegen Armenië en een nederlaag tegen Oekraïne. Een jaar later leek dat doel te slagen, toen Portugal voor stond tegen Europees kampioen Duitsland, Barbosa scoorde 0-1 in de uitwedstrijd in Berlijn. Bij een wissel aan Portugese zijde liep Rui Costa dermate langzaam, dat hij twee gele kaarten kreeg. Portugal eindigde op de derde plaats in de groep met drie punten achterstand op Duitsland en één op Oekraïne, het zou tot op heden de laatste keer zijn dat Portugal zich niet plaatste voor een groot internationaal toernooi.

#### EK 2000

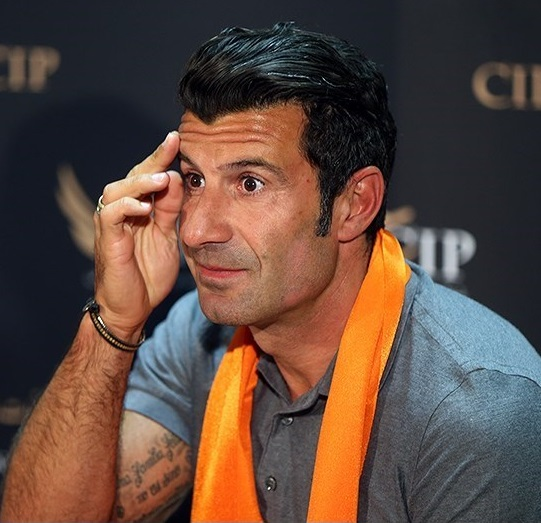
Luís Figo

Portugal streed met Roemenië om de eerste plaats in zijn kwalificatiegroep, het kwam één punt tekort door in de onderlinge wedstrijden tegen de enige concurrent punten te verspelen (0-1 in Lissabon, 1-1 in Boekarest). Omdat Portugal als eerste eindigde van de nummers twee in alle groepen, was de ploeg rechtstreeks geplaatst. Op het EK in Nederland en België kwam Portugal al na 18 minuten met 2-0 achter tegen Engeland, een schot van grote afstand van Figo bracht de spanning terug in de wedstrijd. Daarna domineerde Portugal de wedstrijd en won met 3-2 door doelpunten van João Pinto en Nuno Gomes. In een wedstrijd zonder veel hoogtepunten won Portugal in de slotfase van Roemenië en was na twee wedstrijden zeker van de kwartfinales. Portugal kon zich veroorloven met een B-team tegen Duitsland te spelen, de Europees kampioen werd definitief uitgeschakeld met een ontluisterende 3-0 nederlaag, de stand-in van Nuno Gomes Sérgio Conceição scoorde alle doelpunten. Nuno Gomes was weer eerste keus in de kwartfinale tegen Turkije en scoorde beide doelpunten. In de halve finale tegen Frankrijk stond het lange tijd 1-1 en leek de wedstrijd op strafschoppen uit te draaien. Drie minuten voor tijd maakte Abel Xavier hands en Zinédine Zidane scoorde "the golden goal". Volgens de Portugezen was het aangeschoten hands en ze belaagden de scheidsrechter. De UEFA strafte Portugal zwaar voor het wangedrag van de spelers. Voormalig PSV'er Xavier werd voor negen maanden uitgesloten van internationaal voetbal, spits Nuno Gomes voor acht en middenvelder Paulo Bento voor zes maanden. Verder kreeg de Portugese voetbalbond een boete van 235.000 gulden. Figo was samen met Zidane de ster van het toernooi en maakte een opmerkelijke carrièreswitch, hij verruilde FC Barcelona voor uitgerekend Real Madrid.

#### WK 2002

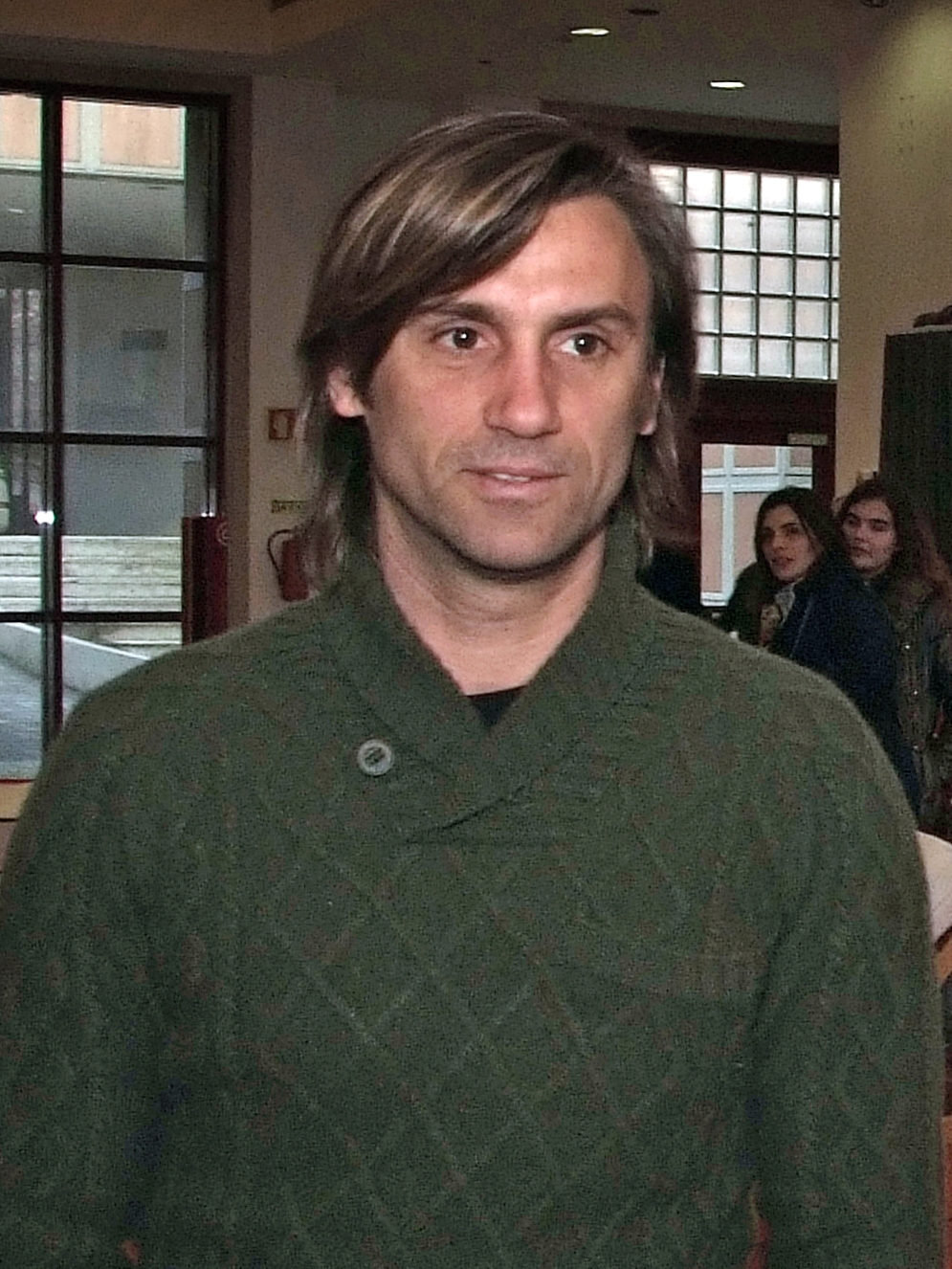
Joǎo Pinto

Om voor de eerste keer in zestien jaar het WK-toernooi te halen leek een ander verliezende halvefinalist Nederland de voornaamste tegenstander. In Rotterdam werd een belangrijke stap gezet door met 0-2 te winnen. De return in Lissabon leek een kansloze zaak, vlak naar rust kwam Nederland op een 0-2 voorsprong. In de slotfase werd een punt veilig gesteld, na een aansluitingstreffer van Pauleta verzilverde Figo in de blessure-tijd een strafschop. Nederland haakte als concurrent af, Ierland haalde evenveel punten, maar door een beter doelsaldo plaatste Portugal zich voor het WK. De laatste keer was in 1986 en de tijd leek stil te staan, ook nu waren er conflicten over de premies en de amateuristische trainingsfaciliteiten. Een arrogant Portugal liet snel zich door de Verenigde Staten overrompelen, kwam met 3-0 achter en kwam uiteindelijk niet verder dan 3-2. De tweede wedstrijd werd met 4-0 gewonnen van Polen dankzij drie doelpunten van Pauleta en omdat de Verenigde Staten later verloor van Polen was een gelijkspel tegen het organiserende Zuid-Korea genoeg om de play-offs te halen. Portugal had opnieuw moeite met een veel minder getalenteerd maar enthousiaste tegenstander en leefde zich uit in hard spel. João Pinto kreeg na 27 minuten een rode kaart na een onbesuisde charge en Beto kreeg in de 68e minuut een tweede kaart. Vlak daarna scoorde Park Ji-sung het winnende doelpunt van Zuid-Korea en was Portugal al in de eerste ronde uitgeschakeld. Na dit mislukte toernooi werd coach António Oliveira ontslagen.

#### EK 2004

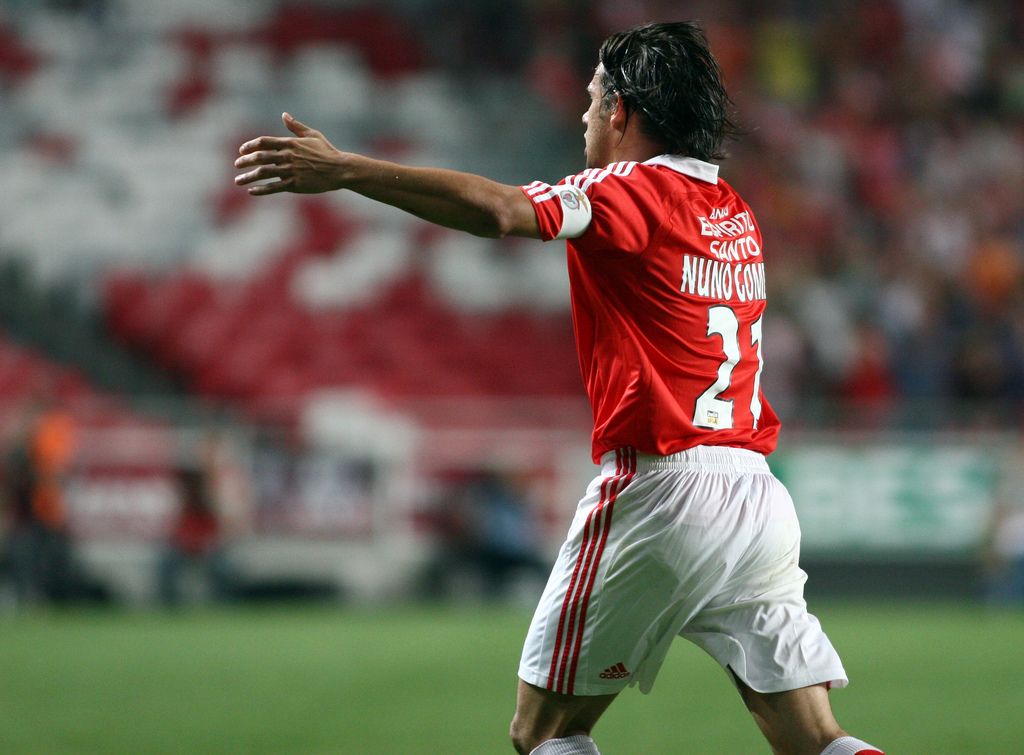
Nuňo Gomes

Luiz Felipe Scolari werd de nieuwe bondscoach, hij was zojuist wereldkampioen geworden met Brazilië. Het Europees Kampioenschap werd in eigen land gehouden en naast de gevestigde orde was de hoop gevestigd op het 19-jarige talent Cristiano Ronaldo van Manchester United. De start van het toernooi was teleurstellend, er werd met 1-2 verloren van Griekenland. Rui Costa en Cristiano Ronaldo werden vervangen in de volgende wedstrijd tegen Rusland, Portugal boekte een 2-0 overwinning. Van buurland Spanje moest geworden worden om zeker te zijn van de kwartfinales, invaller Nuño Gomes redde het gastland, 1-0. De kwartfinale tegen Engeland was een waar spektakel, in eerste instantie werd Portugal overklatst en kwam op een 0-1 achterstand door een doelpunt van Michael Owen. Scolari baarde opzien om zijn niet in goede vorm zijnde aanvoerder Luís Figo te vervangen, zijn vervanger Hélder Postiga scoorde de gelijkmaker. In de verlengingen leek een andere invaller Rui Costa de wedstrijd te beslissen met een vlammend schot, maar de gelijkmaker van Frank Lampard zorgde voor een beslissing na strafschoppen. Bij de zevende strafschop eiste doelman Ricardo de hoofdrol voor zich op, hij stopte eerst met blote handen de strafschop van Vasell, waarna hijzelf de beslissende strafschop binnen schoot. Na een relatief eenvoudige overwinning op Nederland in de halve finales was Griekenland andermaal de tegenstander, nu in de finale. Heel Portugal rekende op revanche, maar Griekenland bleek andermaal een stugge tegenstander en won door een kopgoal van Angelos Charisteas. Het zou de grootste teleurstelling zijn voor het Portugese voetbal.

#### WK 2006
Portigal kwalificeerde zich voor het WK vrij gemakkelijk met zeven punten voorsprong op Slowakije en Rusland, opmerkelijkste uitslag was een 7-1 overwinning op Rusland, terwijl de ploeg een paar dagen daarvoor een 2-0 voorsprong weggaf tegen Liechtenstein. De start op het WK in Duitsland leverde drie magere overwinningen op tegen Angola, Iran en Mexico. In de achtste finale tegen Nederland regende het vooral kaarten: scheidsrechter Valentin Ivanov deelde zestien gele en vier rode kaarten uit. Volgens velen was het zwaar overdreven, maar beide team bezondigden zich aan provocaties. Maniche scoorde het enige doelpunt in "the battle of Neurenberg". Ook de kwartfinale was meer rijk aan incidenten dan aan goed voetbal, in Engeland was er veel ophef omdat Wayne Rooneys teammaat bij Manchester United Cristiano Ronaldo de scheidsrechter beïnvloedde de rode kaart te geven aan Rooney. Portugal won de wedstrijd na strafschoppen. In de halve finale werd Portugal met 1-0 verslagen door een strafschop van Zinédine Zidane en in de kleine finale was het gastland met 3-1 te sterk (twee treffers van Bastian Schweinsteiger. Na het toernooi nam Luís Figo afscheid als international, hij was de laatste speler van de "Gouden generatie", die op drie toernooien minstens de halve finale haalde maar nooit een hoofdprijs, Figo was met 127 interlands record-international.

### De Cristiano Ronaldo-jaren, EK-titel in Frankrijk

#### EK 2008

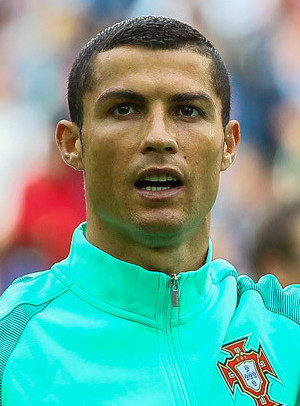
Cristiano Ronaldo

Door het vertrek van Figo werd Cristiano Ronaldo de leider van de ploeg, hij won met Manchester United zijn eerste Champions League. Kwalificatie voor het EK 2008 verliep moeizaam, tegen de directe concurrenten Polen, Servië en Finland werd vijf keer gelijk gespeeld en ëën keer verloren. Ook uit tegen Armenië werden punten verspeeld (1-1), tegen het ver terug gevallen België werd wel optimaal gepresteerd (4-0 in Lissabon, 1-2 in Brussel). Uiteindelijk kwalificeerde Portugal zich met één punt achterstand op Polen en drie punten voorsprong op Servië en Finland. Op het EK in Zwitserland en Oostenrijk plaatste Portugal zich vlot voor de kwartfinales door overwinningen op Turkije en Tsjechië, maar in de kwartfinale tegen Duitsland liep de ploeg al snel achter de feiten aan, binnen een half uur stond Duitsland met 2-0 voor. Uiteindelijk eindigde de wedstrijd in een 3-2 nederlaag, Scolari stapte op als bondscoach.

#### WK 2010
In 2009 vertrok Cristiano Ronaldo naar Real Madrid voor een recordbedrag van 90 miljoen euro. Kwalificatie voor het WK 2010 verliep opnieuw moeizaam, na vijf wedstrijden was alleen nog van Malta gewonnen, thuis werd er gelijk gespeeld tegen Zweden en Albanië en verloren van Denemarken. In de volgende twee uitwedstrijden dreigde uitschakeling, maar in de slotfase van de uitwedstrijden tegen Albanië en Denemarken werd er respectievelijk gewonnen en gelijk gespeeld. Uiteindelijk eindigde Portugal op de tweede plaats met twee punten achterstand op Denemarken en één punt voorsprong op Zweden. In de play-offs werd twee keer van Bosnië/ Herzegovina gewonnen. De Eindronde in Zuid Afrika verliep teleurstellend, alleen tegen Noord-Korea werd een overtuigend resultaat neergezet, 7-0 met zes verschillende doelpuntenmakers. In de overige drie wedstrijden werd niet gescoord, Portugal bereikte nog wel de achtste finales na doelpuntloze gelijke spelen tegen Ivoorkust en Brazilië, maar in die achtste finales was Spanje met 1-0 te sterk. Cristiano Ronaldo maakte alleen indruk door na de laatste wedstrijd tegen de camera te spugen.

#### EK 2012
Traditioneel was de start van een kwalificatie-toernooi slecht met een 4-4 gelijkspel tegen Cyprus en een 1-0 nederlaag tegen Noorwegen. Bondscoach Carlos Queiroz werd hierna ontslagen, hij werd opgevolgd door Paulo Bento en onder zijn leiding werd vijf keer achter elkaar gewonnen, een gelijkspel uit tegen Denemarken zou genoeg zijn voor directe plaatsing. Door een 2-1 nederlaag moest kwalificatie afgedwongen worden via de play-offs, opnieuw tegen Bosnië en Herzegovina. Na een 0-0 gelijkspel in de uitwedstrijd werd kwalificatie afgedwongen met een duidelijke zege: 6-2. In de eerste wedstrijd werd met 1-0 verloren van "angstgegner" Duitsland, Cristiano Ronaldo maakte alleen indruk door na de rust met een ander kapsel binnen te komen. Na een 3-2 zege op Denemarken zou een gelijkspel tegen Nederland genoeg zijn om zich te plaatsen, als Denemarken zou verliezen van het al geplaatste Duitsland. Na een 0-1 achterstand maakte Cristiano Ronaldo zijn faam eindelijk ook waar in het Portugese team waar door twee keer te scoren. Ook in de kwartfinale was Ronaldo matchwinner, in de 79e minuut was hij de enige doelpuntenmaker tegen Tsjechië. In een halve finale zonder veel hoogtepunten was Portugal gewaagd aan Europees- en Wereldkampioen Spanje, strafschoppen moesten de beslissing brengen. Na twee missers viel het doek voor de Portugezen.

#### WK 2014

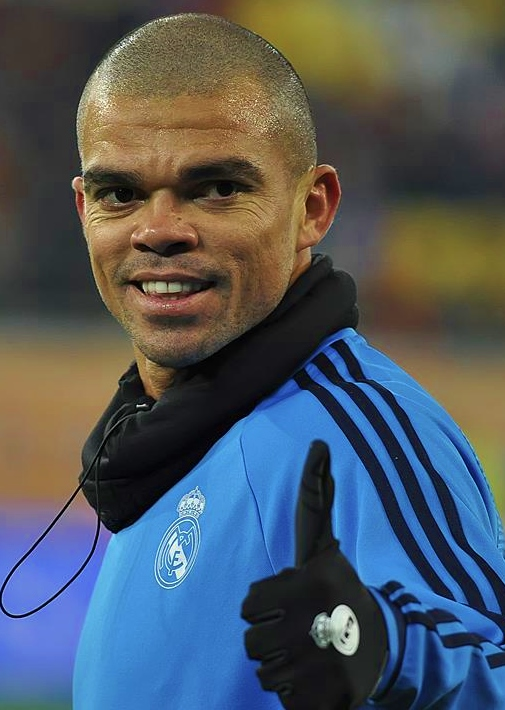
Pepe

Kwalificatie verliep opnieuw uiterst moeizaam, er werd verloren van Rusland en gelijkgespeeld tegen Noord-Ierland en in de uitwedstrijd tegen Israël, waarin erger werd voorkomen door in blessure-tijd de gelijkmaker te scoren (3-3). De achterstand op Rusland van zeven punten werd zo goed als weg gewerkt, uiteindelijk kwam Portugal één punt tekort om zich rechtstreeks te plaatsen. De play-off stond vooraf in het teken van het duel tussen twee grote supersterken Christian Ronaldo versus Zlatan Ibrahimović. Portugal won de thuiswedstrijd dankzij Ronaldo, in Zweden vlamde de strijd op in de tweede helft, Portugal kwam voor dankzij Ronaldo, maar twee doelpunten van Zlatan gaven de Zweden hoop. Uiteindelijk besliste Ronaldo de tweestrijd met nog twee doelpunten. De openingswedstrijd eindigde in een catastrofe, voor de vierde keer in vijf toernooien werd van Duitsland verloren: 4-0. Bij een 2-0 stand werd Real Madrid-verdediger
Pepe uit het veld gestuurd na een ordinaire kopstoot op Thomas Müller. Een hele snelle uitschakeling dreigde, nadat Portugal in de extra tijd met 2-1 achterstond tegen de Verenigde Staten, maar een gelijkmaker van Varela voorkwam dat. Portugal had nu een ruime overwinning op Ghana en/of een rume overwinning van Duitsland op de Verenigde Staten nodig om de groepsfase te overleven. Beiden vonden niet plaats, Portugal won met 2-1 en de Verenigde Staten verloren maar met 1-0 en Portugal kon na de eerste ronde al naar huis.

#### EK 2016

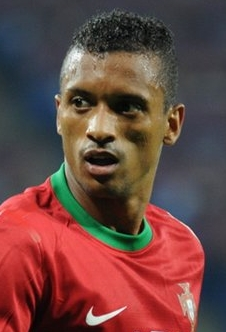
Nani

Na opnieuw een valse start (thuisnederlaag tegen Albanië) werd trainer Bento ontslagen en vervangen door Fernando Santos. Onder zijn leiding won Portugal de overige zeven wedstrijden en eindigde ruim boven het eveneens geplaatste Albanië en Denemarken. Het begin van het EK in Frankrijk was teleurstellend met gelijke spelen tegen IJsland en Oostenrijk, in die laatste wedstrijd miste Cristiano Ronaldo een strafschop. In de laatste groepswedstrijd wankelde Portugal, tot drie keer toe nam Hongarije een voorsprong en tot drie keer toe kwam Portugal terug in de wedstrijd, meest memorabel was een hakbal van Cristiano Ronaldo. Portugal plaatste zich als een van de beste nummers drie in zijn groep voor de achtste finales. Zowel de achtste als de kwartfinale werden gedomineerd door betonvoetbal, zowel Portugal als hun tegenstanders, Kroatië en Polen groeven zich in. In de achtste finale won Portugal van Kroatië door een doelpunt van Ricardo Quaresma in de 117e minuut, Polen werd daarna na strafschoppen verslagen. Portugal bereikte voor de vierde keer in vijf EK's voor de halve finale, zonder ook maar één wedstrijd in de reguliere speeltijd te winnen. In de halve finale werd Wales in de tweede helft verslagen door doelpunten van Ronaldo en Nani. De finale tegen Frankrijk begon ongelukkig, Cristiano Ronaldo viel al snel uit. Een charge van Dimitri Payet in de 8ste minuut werd hem fataal, al probeerde hij het nog even met een bandage. Portugal bleef zoals het hele toernooi defensief overeind tegen het ook niet overtuigende Frankrijk en hun geduld werd beloond. Het winnende doelpunt kwam in de 109de minuut op naam van invaller Éder, die scoorde op aangeven van João Moutinho. Cristiano Ronaldo werd tevens topscorer aller tijden op een EK-toernooi, hij deelt dat record met Michel Platini.

#### WK 2018
De kersverse Europees kampioen begon de kwalificatie met een 2-0 nederlaag tegen Zwitserland. Tegenstand in deze groep was gering, zowel Zwitserland als Portugal wonnen de volgende acht wedstrijden. De beslissing moest vallen in Lissabon, Portugal won met 2-0 door doelpunten van André Silva en een eigen doelpunt. In 2017 haalde Portugal de derde plaats bij de strijd om de Confederations Cup na een verloren halve finale tegen Chili en een zege op Mexico. Voor Cristiano Ronaldo wordt het zijn vierde WK, wereldkampioen worden zal de kroon op zijn werk worden na vier Champions-League titels en een gewonnen EK. Het land is ingedeeld in een groep met Spanje, Marokko en Iran.
Bondscoach Fernando Santos liet voor het WK in Rusland maar liefst tien spelers thuis die twee jaar eerder in Frankrijk de Europese titel veroverden. Tot de afvallers behoorden onder anderen Éder, die in de EK-finale tegen gastland Frankrijk de winnende goal had gemaakt, André Gomes, Renato Sanches, Nani en Eliseu. Manuel Fernandes en Mario Rui waren de verrassingen in de Portugese selectie. "Het was extreem moeilijk om een selectie van 23 man te maken", aldus Santos. "Maar ik ben een professional. Ik moet beslissingen nemen en ik weet dat ik niet iedereen tevreden kan houden. Ik kan niet zeggen of deze WK-selectie sterker is dan de EK-ploeg van twee jaar geleden. Maar ik heb er wel evenveel vertrouwen in."
Portugal begon het WK sterk met een 3-3 gelijkspel tegen Spanje. Een 1-0 overwinning tegen Marokko volgde. En tegen Iran kon Iran er in de slotfase pas 1-1 van maken. In de achtste finales wachtte Uruguay, Portugal verloor met 2-1.

#### EK 2020
Portugal kwam in de EK-kwalificatie voor het EK 2020 terecht in groep B met Oekraïne, Servië, Luxemburg en Litouwen. De Portugezen begonnen met twee gelijke spelen, waarna ze hun derde wedstrijd tegen Servië met 4–2 wisten te winnen. Op 14 oktober 2019 verloren ze met 2–1 van Oekraïne. Portugal eindigde uiteindelijk als tweede in de groep achter de Oekraïners. Ze plaatste zich daardoor wel rechtstreeks voor het EK in Europa.
Het EK werd door de coronacrisis met een jaar uitgesteld naar de zomer van 2021. In de groepsfase kwam de titelverdediger in de Groep des Doods-groep F terecht met Duitsland, Hongarije en regerend wereldkampioen Frankrijk. De eerste wedstrijd tegen Hongarije werd door drie late treffers met 3–0 gewonnen. Vervolgens werd er met 4–2 verloren van Duitsland en met 2–2 gelijkgespeeld tegen Frankrijk. Cristiano Ronaldo speelde hierin een belangrijke rol met vijf doelpunten. Portugal ging als beste nummer 3 door naar de laatste zestien van het toernooi. In de achtste finale trof het België, die met 1–0 verloren ging. Ronaldo werd uiteindelijk gezamenlijk met Patrik Schick topscorer van het toernooi.

#### WK 2022
Portugal kwam voor de kwalificatie voor het WK 2022 in Qatar terecht in groep A met Servië, Ierland, Luxemburg en Azerbeidzjan. Portugal werd tweede achter Servië, waardoor het de play-offs inging voor een ticket voor het wereldkampioenschap. In route C speelde Portugal in de halve finales tegen Turkije, die het met 3–1 won. In de finale kon het de Europees kampioen van 2021 Italië treffen, maar die verloor opvallend in de halve finales van Noord-Macedonië, waarvan Portugal in de finale wel van won met 2–0. Daardoor plaatste het zich voor de eindronde in de winter van 2022.
Portugal werd op 1 april 2022 tijdens de loting voor de groepsfase van het WK 2022 gekoppeld aan Uruguay, Zuid-Korea en Ghana in groep H. Portugal won de eerste twee wedstrijden tegen Ghana (3–2) en Uruguay (2–0) en plaatste zich daardoor al voor de achtste finales. De laatste wedstrijd werd verloren van Zuid-Korea. In de achtste finales speelde Portugal tegen Zwitserland, die overtuigend met 6–1 gewonnen werd. Sterspeler Ronaldo werd hierin van tevoren op de bank gezet, nadat hij eerder bij een wissel geen goed gedrag toonde volgens bondscoach Fernando Santos. Zijn vervanger Gonçalo Ramos maakte in deze wedstrijd een hattrick. In de kwartfinale trof Portugal het verrassende land op het WK, Marokko. Met Ronaldo wederom op de bank, werd er met 1–0 verloren. Portugal werd hierdoor uitgeschakeld op het wereldkampioenschap in Qatar, waarna Ronaldo met tranen van verdriet het veld verliet. Na het WK maakte de bond bekend het nog tot 2024 lopende contract van bondscoach Santos te ontbinden.
UEFA Nations League 2024/25
Portugal kwam in een poule van divisie A van de UEFA Nations League terecht met Kroatië, Polen en Schotland en pakte daar 14/18 door 4 keer te winnen en twee keer gelijk te spelen. Daarna ging het naar de kwartfinales tegen Denemarken waar in Kopenhagen met 1-0 gewonnen werd en thuis met 5-2. De Portugezen gingen dus naar de halve finale en daar wachte Duitsland. Portugal kwam op achterstand, maar won de wedstrijd toch met 1-2 en mocht dus naar de finale tegen rivaal en buur Spanje. Portugal kwam tot twee maal toe op achterstand en rechtte evenveel keer hun rug door gelijk te maken, 2-2. De finale moest beslecht worden door penalty's die de Portugezen wonnen met 5-3. 

## Prestaties op kampioenschappen

### Wereldkampioenschap
| Wereldkampioenschap voetbal | Wereldkampioenschap voetbal    | Wereldkampioenschap voetbal    | Wereldkampioenschap voetbal    | Wereldkampioenschap voetbal    | Wereldkampioenschap voetbal    | Wereldkampioenschap voetbal    | Wereldkampioenschap voetbal    | Wereldkampioenschap voetbal    |
| Jaar                        | Ronde                          | Wed.                           | W                              | G                              | V                              | DV                             | DT                             | Kwal                           |
| --------------------------- | ------------------------------ | ------------------------------ | ------------------------------ | ------------------------------ | ------------------------------ | ------------------------------ | ------------------------------ | ------------------------------ |
| 1930                        | Geen deelname                  | Geen deelname                  | Geen deelname                  | Geen deelname                  | Geen deelname                  | Geen deelname                  | Geen deelname                  | Geen deelname                  |
| 1934                        | Niet gekwalificeerd            | Niet gekwalificeerd            | Niet gekwalificeerd            | Niet gekwalificeerd            | Niet gekwalificeerd            | Niet gekwalificeerd            | Niet gekwalificeerd            | Niet gekwalificeerd            |
| 1938                        | Niet gekwalificeerd            | Niet gekwalificeerd            | Niet gekwalificeerd            | Niet gekwalificeerd            | Niet gekwalificeerd            | Niet gekwalificeerd            | Niet gekwalificeerd            | Niet gekwalificeerd            |
| 1950                        | Niet gekwalificeerd            | Niet gekwalificeerd            | Niet gekwalificeerd            | Niet gekwalificeerd            | Niet gekwalificeerd            | Niet gekwalificeerd            | Niet gekwalificeerd            | Niet gekwalificeerd            |
| 1954                        | Niet gekwalificeerd            | Niet gekwalificeerd            | Niet gekwalificeerd            | Niet gekwalificeerd            | Niet gekwalificeerd            | Niet gekwalificeerd            | Niet gekwalificeerd            | Niet gekwalificeerd            |
| 1958                        | Niet gekwalificeerd            | Niet gekwalificeerd            | Niet gekwalificeerd            | Niet gekwalificeerd            | Niet gekwalificeerd            | Niet gekwalificeerd            | Niet gekwalificeerd            | Niet gekwalificeerd            |
| 1962                        | Niet gekwalificeerd            | Niet gekwalificeerd            | Niet gekwalificeerd            | Niet gekwalificeerd            | Niet gekwalificeerd            | Niet gekwalificeerd            | Niet gekwalificeerd            | Niet gekwalificeerd            |
| 1966                        | Derde plaats                   | 6                              | 5                              | 0                              | 1                              | 17                             | 8                              | (Kwal.)                        |
| 1970                        | Niet gekwalificeerd            | Niet gekwalificeerd            | Niet gekwalificeerd            | Niet gekwalificeerd            | Niet gekwalificeerd            | Niet gekwalificeerd            | Niet gekwalificeerd            | Niet gekwalificeerd            |
| 1974                        | Niet gekwalificeerd            | Niet gekwalificeerd            | Niet gekwalificeerd            | Niet gekwalificeerd            | Niet gekwalificeerd            | Niet gekwalificeerd            | Niet gekwalificeerd            | Niet gekwalificeerd            |
| 1978                        | Niet gekwalificeerd            | Niet gekwalificeerd            | Niet gekwalificeerd            | Niet gekwalificeerd            | Niet gekwalificeerd            | Niet gekwalificeerd            | Niet gekwalificeerd            | Niet gekwalificeerd            |
| 1982                        | Niet gekwalificeerd            | Niet gekwalificeerd            | Niet gekwalificeerd            | Niet gekwalificeerd            | Niet gekwalificeerd            | Niet gekwalificeerd            | Niet gekwalificeerd            | Niet gekwalificeerd            |
| 1986                        | Groepsfase                     | 3                              | 1                              | 0                              | 2                              | 2                              | 4                              | (Kwal.)                        |
| 1990                        | Niet gekwalificeerd            | Niet gekwalificeerd            | Niet gekwalificeerd            | Niet gekwalificeerd            | Niet gekwalificeerd            | Niet gekwalificeerd            | Niet gekwalificeerd            | Niet gekwalificeerd            |
| 1994                        | Niet gekwalificeerd            | Niet gekwalificeerd            | Niet gekwalificeerd            | Niet gekwalificeerd            | Niet gekwalificeerd            | Niet gekwalificeerd            | Niet gekwalificeerd            | Niet gekwalificeerd            |
| 1998                        | Niet gekwalificeerd            | Niet gekwalificeerd            | Niet gekwalificeerd            | Niet gekwalificeerd            | Niet gekwalificeerd            | Niet gekwalificeerd            | Niet gekwalificeerd            | Niet gekwalificeerd            |
| 2002                        | Groepsfase                     | 3                              | 1                              | 0                              | 2                              | 6                              | 4                              | (Kwal.)                        |
| 2006                        | Vierde plaats                  | 7                              | 4                              | 1                              | 2                              | 7                              | 5                              | (Kwal.)                        |
| 2010                        | Achtste finales                | 4                              | 1                              | 2                              | 1                              | 7                              | 1                              | (Kwal.)                        |
| 2014                        | Groepsfase                     | 3                              | 1                              | 1                              | 1                              | 4                              | 6                              | (Kwal.)                        |
| 2018                        | Achtste finales                | 4                              | 1                              | 2                              | 1                              | 6                              | 6                              | (Kwal)                         |
| 2022                        | Kwartfinale                    | 5                              | 3                              | 0                              | 2                              | 12                             | 6                              | (Kwal.)                        |
| 2026                        | Kwalificatie nog niet begonnen | Kwalificatie nog niet begonnen | Kwalificatie nog niet begonnen | Kwalificatie nog niet begonnen | Kwalificatie nog niet begonnen | Kwalificatie nog niet begonnen | Kwalificatie nog niet begonnen | Kwalificatie nog niet begonnen |
| Totaal                      | 8/22                           | 35                             | 17                             | 6                              | 12                             | 61                             | 41                             |                                |

### Europees kampioenschap
| Europees kampioenschap voetbal | Europees kampioenschap voetbal | Europees kampioenschap voetbal | Europees kampioenschap voetbal | Europees kampioenschap voetbal | Europees kampioenschap voetbal | Europees kampioenschap voetbal | Europees kampioenschap voetbal | Europees kampioenschap voetbal | Europees kampioenschap voetbal |
| Jaar                           | Ronde                          | Wed.                           | W                              | G                              | V                              | DV                             | DT                             | Kwal                           |                                |
| ------------------------------ | ------------------------------ | ------------------------------ | ------------------------------ | ------------------------------ | ------------------------------ | ------------------------------ | ------------------------------ | ------------------------------ | ------------------------------ |
| 1960                           | Niet gekwalificeerd            | Niet gekwalificeerd            | Niet gekwalificeerd            | Niet gekwalificeerd            | Niet gekwalificeerd            | Niet gekwalificeerd            | Niet gekwalificeerd            | Niet gekwalificeerd            |                                |
| 1964                           | Niet gekwalificeerd            | Niet gekwalificeerd            | Niet gekwalificeerd            | Niet gekwalificeerd            | Niet gekwalificeerd            | Niet gekwalificeerd            | Niet gekwalificeerd            | Niet gekwalificeerd            |                                |
| 1968                           | Niet gekwalificeerd            | Niet gekwalificeerd            | Niet gekwalificeerd            | Niet gekwalificeerd            | Niet gekwalificeerd            | Niet gekwalificeerd            | Niet gekwalificeerd            | Niet gekwalificeerd            |                                |
| 1972                           | Niet gekwalificeerd            | Niet gekwalificeerd            | Niet gekwalificeerd            | Niet gekwalificeerd            | Niet gekwalificeerd            | Niet gekwalificeerd            | Niet gekwalificeerd            | Niet gekwalificeerd            |                                |
| 1976                           | Niet gekwalificeerd            | Niet gekwalificeerd            | Niet gekwalificeerd            | Niet gekwalificeerd            | Niet gekwalificeerd            | Niet gekwalificeerd            | Niet gekwalificeerd            | Niet gekwalificeerd            |                                |
| 1980                           | Niet gekwalificeerd            | Niet gekwalificeerd            | Niet gekwalificeerd            | Niet gekwalificeerd            | Niet gekwalificeerd            | Niet gekwalificeerd            | Niet gekwalificeerd            | Niet gekwalificeerd            |                                |
| 1984                           | Halve finales                  | 4                              | 1                              | 2                              | 1                              | 4                              | 4                              | (Kwal.)                        |                                |
| 1988                           | Niet gekwalificeerd            | Niet gekwalificeerd            | Niet gekwalificeerd            | Niet gekwalificeerd            | Niet gekwalificeerd            | Niet gekwalificeerd            | Niet gekwalificeerd            | Niet gekwalificeerd            |                                |
| 1992                           | Niet gekwalificeerd            | Niet gekwalificeerd            | Niet gekwalificeerd            | Niet gekwalificeerd            | Niet gekwalificeerd            | Niet gekwalificeerd            | Niet gekwalificeerd            | Niet gekwalificeerd            |                                |
| 1996                           | Kwartfinale                    | 4                              | 2                              | 1                              | 1                              | 5                              | 2                              | (Kwal.)                        |                                |
| 2000                           | Halve finale                   | 5                              | 4                              | 0                              | 1                              | 10                             | 4                              | (Kwal.)                        |                                |
| 2004                           | Tweede plaats                  | 6                              | 3                              | 1                              | 2                              | 8                              | 6                              |                                |                                |
| 2008                           | Kwartfinale                    | 4                              | 2                              | 0                              | 2                              | 7                              | 6                              | (Kwal.)                        |                                |
| 2012                           | Halve finale                   | 5                              | 3                              | 1                              | 1                              | 6                              | 4                              | (Kwal.)                        |                                |
| 2016                           | Winnaar                        | 7                              | 1                              | 6                              | 0                              | 9                              | 5                              | (Kwal.)                        |                                |
| 2020                           | Achtste finale                 | 4                              | 1                              | 1                              | 2                              | 7                              | 7                              | (Kwal.)                        |                                |
| 2024                           | Kwartfinale                    | 5                              | 2                              | 2                              | 1                              | 5                              | 3                              | (Kwal.)                        |                                |
| Totaal                         | 9/17                           | 43                             | 22                             | 11                             | 11                             | 61                             | 41                             |                                |                                |

### FIFA Confederations Cup
| FIFA Confederations Cup | FIFA Confederations Cup | FIFA Confederations Cup | FIFA Confederations Cup | FIFA Confederations Cup | FIFA Confederations Cup | FIFA Confederations Cup | FIFA Confederations Cup | FIFA Confederations Cup |
| Jaar                    | Ronde                   | Wed.                    | W                       | G                       | V                       | DV                      | DT                      |                         |
| ----------------------- | ----------------------- | ----------------------- | ----------------------- | ----------------------- | ----------------------- | ----------------------- | ----------------------- | ----------------------- |
| 2017                    | Derde plaats            | 5                       | 3                       | 2                       | 0                       | 9                       | 3                       |                         |
| Totaal                  | 1/10                    | 5                       | 3                       | 2                       | 0                       | 9                       | 3                       |                         |

### UEFA Nations League
| 2018–19 | A | Winnaar | 6  | 4 | 2 | 0 | 9  | 4  | Stabiel |
| 2020–21 | A | 5e      | 6  | 4 | 1 | 1 | 12 | 4  | Stabiel |
| 2022–23 | A | 6e      | 6  | 3 | 1 | 2 | 11 | 3  | Stabiel |
| 2024/25 | A | Winnaar | 10 | 7 | 2 | 1 | 22 | 11 | Stabiel |

## Huidige selectie
De volgende spelers behoren tot de selectie voor het EK 2024.
Interlands en doelpunten bijgewerkt tot en met 7 juli 2024.
| №           | Naam                | Wed. | Dlpnt. | Club                    |
| ----------- | ------------------- | ---- | ------ | ----------------------- |
| Doel        |                     |      |        |                         |
| 1           | Rui Patrício        | 108  | 0      | AS Roma                 |
| 22          | Diogo Costa         | 27   | 0      | FC Porto                |
| 12          | José Sá             | 2    | 0      | Wolverhampton Wanderers |
| Verdediging |                     |      |        |                         |
| 3           | Pepe                | 141  | 8      | FC Porto                |
| 13          | Danilo Pereira      | 74   | 2      | Paris Saint-Germain     |
| 4           | Rúben Dias          | 60   | 3      | Manchester City         |
| 20          | João Cancelo        | 58   | 10     | FC Barcelona            |
| 2           | Nélson Semedo       | 35   | 0      | Wolverhampton Wanderers |
| 19          | Nuno Mendes         | 27   | 0      | Paris Saint-Germain     |
| 5           | Diogo Dalot         | 22   | 2      | Manchester United       |
| 24          | António Silva       | 13   | 0      | Benfica                 |
| 14          | Gonçalo Inácio      | 11   | 2      | Sporting CP             |
| Middenveld  |                     |      |        |                         |
| 10          | Bernardo Silva      | 93   | 12     | Manchester City         |
| 8           | Bruno Fernandes     | 71   | 23     | Manchester United       |
| 18          | Rúben Neves         | 51   | 0      | Al-Hilal                |
| 6           | João Palhinha       | 31   | 2      | Fulham                  |
| 23          | Vitinha             | 21   | 0      | Paris Saint-Germain     |
| 16          | Matheus Nunes       | 16   | 2      | Manchester City         |
| 15          | João Neves          | 9    | 0      | Benfica                 |
| Aanval      |                     |      |        |                         |
| 7           | Cristiano Ronaldo   | 212  | 130    | Al-Nassr                |
| 21          | Diogo Jota          | 42   | 14     | Liverpool               |
| 11          | João Félix          | 41   | 7      | FC Barcelona            |
| 17          | Rafael Leão         | 31   | 4      | AC Milan                |
| 9           | Gonçalo Ramos       | 14   | 8      | Paris Saint-Germain     |
| 25          | Pedro Neto          | 10   | 1      | Wolverhampton Wanderers |
| 26          | Francisco Conceição | 6    | 1      | FC Porto                |

## Statistieken

### Meeste wedstrijden

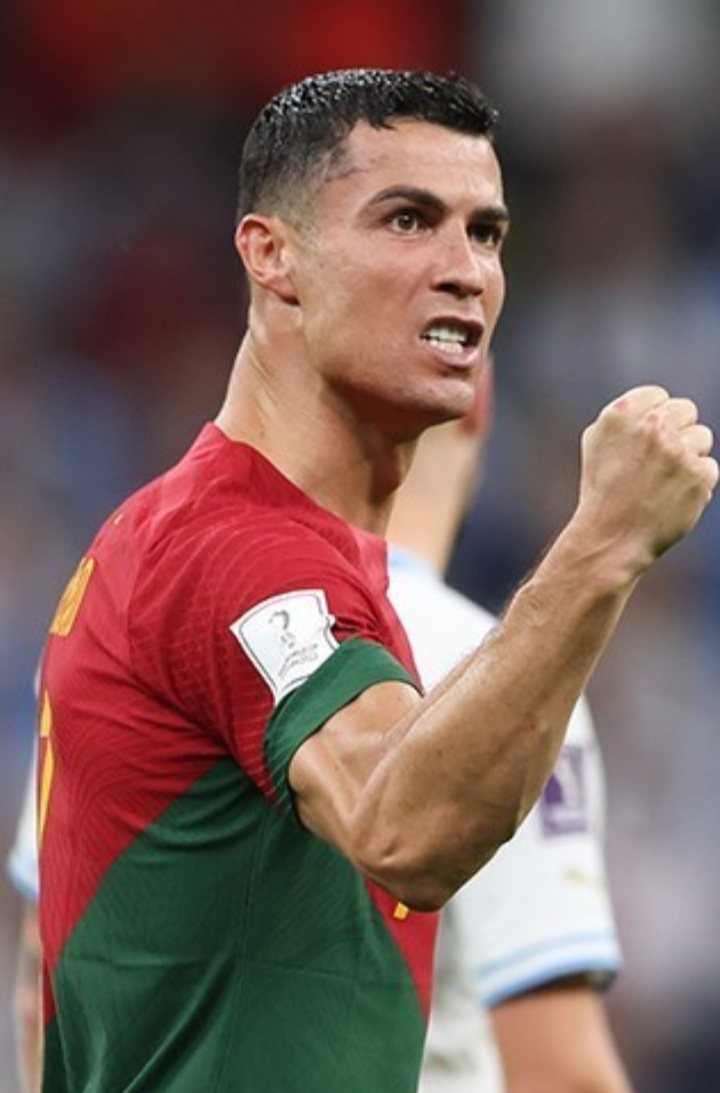
Cristiano Ronaldo speelde de meeste wedstrijden voor Portugal en is topscorer.

| Rank | Player            | Caps | Goals | Career       |
| ---- | ----------------- | ---- | ----- | ------------ |
| 1    | Cristiano Ronaldo | 212  | 130   | 2003–present |
| 2    | João Moutinho     | 146  | 7     | 2005–2022    |
| 3    | Pepe              | 141  | 8     | 2007–2024    |
| 4    | Luís Figo         | 127  | 32    | 1991–2006    |
| 5    | Nani              | 112  | 24    | 2006–2017    |
| 6    | Fernando Couto    | 110  | 8     | 1990–2004    |
| 7    | Rui Patrício      | 108  | 0     | 2010–present |
| 8    | Bruno Alves       | 96   | 11    | 2007–2018    |
| 9    | Rui Costa         | 94   | 26    | 1993–2004    |
| 10   | Bernardo Silva    | 93   | 12    | 2015–present |

### Topscorers
| Rank | Player            | Goals | Caps | Ratio | Career       |
| ---- | ----------------- | ----- | ---- | ----- | ------------ |
| 1    | Cristiano Ronaldo | 130   | 212  | 0.61  | 2003–present |
| 2    | Pauleta           | 47    | 88   | 0.53  | 1997–2006    |
| 3    | Eusébio           | 41    | 64   | 0.64  | 1961–1973    |
| 4    | Luís Figo         | 32    | 127  | 0.25  | 1991–2006    |
| 5    | Nuno Gomes        | 29    | 79   | 0.37  | 1996–2011    |
| 6    | Hélder Postiga    | 27    | 71   | 0.38  | 2003–2014    |
| 7    | Rui Costa         | 26    | 94   | 0.28  | 1993–2004    |
| 8    | Nani              | 24    | 112  | 0.21  | 2006–2017    |
| 9    | Bruno Fernandes   | 23    | 71   | 0.32  | 2017–present |
| 9    | João Pinto        | 23    | 81   | 0.28  | 1991–2002    |

## Statistieken
- Bijgewerkt tot en met EK-kwalificatieduel tegen  IJsland (2–0) op 19 november 2023.

### Van jaar tot jaar
| Jaar | Wedstrijden | Wedstrijden | Wedstrijden | Wedstrijden | Doelpunten | Doelpunten | Doelpunten | Punten |
| Jaar | Duels       | Winst       | Gelijk      | Verlies     | Voor       | Tegen      | Saldo      | Punten |
| ---- | ----------- | ----------- | ----------- | ----------- | ---------- | ---------- | ---------- | ------ |
| 1921 | 1           | 0           | 0           | 1           | 1          | 3          | –2         | 0.000  |
| 1922 | 1           | 0           | 0           | 1           | 1          | 2          | –1         | 0.000  |
| 1923 | 1           | 0           | 0           | 1           | 0          | 3          | –3         | 0.000  |
|      |             |             |             |             |            |            |            |        |
| 1925 | 2           | 1           | 0           | 1           | 1          | 2          | –1         | 1.000  |
| 1926 | 3           | 0           | 2           | 1           | 6          | 8          | –2         | 0.667  |
| 1927 | 3           | 1           | 0           | 2           | 5          | 5          | 0          | 0.667  |
| 1928 | 7           | 3           | 3           | 1           | 14         | 9          | +5         | 1.286  |
| 1929 | 3           | 0           | 0           | 3           | 1          | 13         | –12        | 0.000  |
| 1930 | 4           | 2           | 0           | 2           | 4          | 3          | +1         | 1.000  |
| 1931 | 2           | 1           | 0           | 1           | 3          | 4          | –1         | 1.000  |
| 1932 | 1           | 1           | 0           | 0           | 3          | 2          | +1         | 2.000  |
| 1933 | 2           | 1           | 0           | 1           | 1          | 3          | –2         | 1.000  |
| 1934 | 2           | 0           | 0           | 2           | 1          | 11         | –10        | 0.000  |
| 1935 | 1           | 0           | 1           | 0           | 3          | 3          | 0          | 1.000  |
| 1936 | 2           | 0           | 0           | 2           | 3          | 6          | –3         | 0.000  |
| 1937 | 1           | 1           | 0           | 0           | 2          | 1          | +1         | 2.000  |
| 1938 | 5           | 2           | 1           | 2           | 7          | 4          | +3         | 1.000  |
| 1939 | 1           | 0           | 0           | 1           | 2          | 4          | –2         | 0.000  |
| 1940 | 1           | 0           | 0           | 1           | 2          | 3          | –1         | 0.000  |
| 1941 | 2           | 0           | 1           | 1           | 3          | 7          | –4         | 0.500  |
| 1942 | 1           | 1           | 0           | 0           | 3          | 0          | +3         | 2.000  |
|      |             |             |             |             |            |            |            |        |
| 1945 | 3           | 0           | 1           | 2           | 4          | 7          | –3         | 0.333  |
| 1946 | 2           | 2           | 0           | 0           | 5          | 2          | +3         | 2.000  |
| 1947 | 6           | 2           | 1           | 3           | 10         | 18         | –8         | 0.833  |
| 1948 | 2           | 1           | 0           | 1           | 2          | 2          | 0          | 1.000  |
| 1949 | 4           | 1           | 1           | 2           | 5          | 8          | –3         | 0.750  |
| 1950 | 4           | 0           | 2           | 2           | 8          | 14         | –6         | 0.500  |
| 1951 | 4           | 0           | 1           | 3           | 5          | 12         | –7         | 0.250  |
| 1952 | 3           | 0           | 1           | 2           | 2          | 7          | –5         | 0.333  |
| 1953 | 3           | 1           | 1           | 1           | 4          | 10         | –6         | 1.000  |
| 1954 | 3           | 0           | 1           | 2           | 1          | 6          | –5         | 0.333  |
| 1955 | 5           | 2           | 0           | 3           | 10         | 13         | –3         | 0.800  |
| 1956 | 4           | 2           | 1           | 1           | 8          | 5          | +3         | 1.250  |
| 1957 | 7           | 1           | 1           | 5           | 5          | 13         | –8         | 0.429  |
| 1958 | 2           | 0           | 0           | 2           | 1          | 3          | –2         | 0.000  |
| 1959 | 6           | 3           | 0           | 3           | 12         | 13         | –1         | 1.000  |
| 1960 | 3           | 1           | 0           | 2           | 4          | 8          | –4         | 0.667  |
| 1961 | 5           | 1           | 1           | 3           | 9          | 9          | 0          | 0.600  |
| 1962 | 5           | 1           | 0           | 4           | 6          | 9          | –3         | 0.400  |
| 1963 | 2           | 1           | 0           | 1           | 1          | 1          | 0          | 1.000  |
| 1964 | 7           | 3           | 1           | 3           | 12         | 15         | –3         | 1.000  |
| 1965 | 7           | 4           | 2           | 1           | 9          | 4          | +5         | 1.429  |
| 1966 | 12          | 10          | 0           | 2           | 30         | 11         | +19        | 1.667  |
| 1967 | 6           | 2           | 3           | 1           | 6          | 5          | +1         | 1.167  |
| 1968 | 3           | 1           | 0           | 2           | 5          | 6          | –1         | 0.667  |
| 1969 | 6           | 0           | 3           | 3           | 3          | 7          | –4         | 0.500  |
| 1970 | 2           | 1           | 0           | 1           | 2          | 2          | 0          | 1.000  |
| 1971 | 5           | 2           | 1           | 2           | 9          | 6          | +3         | 1.000  |
| 1972 | 10          | 8           | 1           | 1           | 22         | 5          | +17        | 1.700  |
| 1973 | 5           | 1           | 3           | 1           | 7          | 7          | 0          | 1.000  |
| 1974 | 3           | 0           | 2           | 1           | 0          | 3          | –3         | 0.667  |
| 1975 | 8           | 3           | 2           | 3           | 8          | 10         | –2         | 1.000  |
| 1976 | 5           | 3           | 0           | 2           | 6          | 7          | –1         | 1.200  |
| 1977 | 4           | 3           | 1           | 0           | 10         | 3          | +7         | 1.750  |
| 1978 | 5           | 3           | 1           | 1           | 5          | 4          | +1         | 1.400  |
| 1979 | 5           | 2           | 1           | 2           | 6          | 6          | 0          | 1.000  |
| 1980 | 6           | 2           | 2           | 2           | 7          | 8          | –1         | 1.000  |
| 1981 | 9           | 3           | 1           | 5           | 11         | 17         | –6         | 0.778  |
| 1982 | 6           | 3           | 0           | 3           | 9          | 10         | –1         | 1.000  |
| 1983 | 8           | 4           | 1           | 3           | 8          | 12         | –4         | 1.125  |
| 1984 | 10          | 5           | 2           | 3           | 13         | 12         | +1         | 1.200  |
| 1985 | 7           | 3           | 0           | 4           | 10         | 11         | –1         | 0.857  |
| 1986 | 8           | 2           | 3           | 3           | 8          | 10         | –2         | 0.875  |
| 1987 | 8           | 3           | 3           | 2           | 6          | 7          | –1         | 1.125  |
| 1988 | 2           | 1           | 1           | 0           | 1          | 0          | +1         | 1.500  |
| 1989 | 11          | 5           | 3           | 3           | 18         | 13         | +5         | 1.182  |
| 1990 | 4           | 2           | 2           | 0           | 3          | 1          | +2         | 1.500  |
| 1991 | 9           | 4           | 3           | 2           | 13         | 7          | +6         | 1.222  |
| 1992 | 8           | 2           | 4           | 2           | 5          | 5          | 0          | 1.000  |
| 1993 | 10          | 6           | 2           | 2           | 19         | 6          | +13        | 1.400  |
| 1994 | 6           | 4           | 2           | 0           | 16         | 4          | +12        | 1.667  |
| 1995 | 10          | 5           | 4           | 1           | 19         | 7          | +12        | 1.400  |
| 1996 | 13          | 6           | 3           | 4           | 15         | 9          | +6         | 1.154  |
| 1997 | 7           | 3           | 3           | 1           | 7          | 4          | +3         | 1.286  |
| 1998 | 6           | 4           | 0           | 2           | 10         | 6          | +4         | 1.333  |
| 1999 | 9           | 6           | 3           | 0           | 30         | 2          | +28        | 1.667  |
| 2000 | 14          | 10          | 2           | 2           | 29         | 12         | +17        | 1.571  |
| 2001 | 10          | 7           | 2           | 1           | 35         | 10         | +25        | 1.600  |
| 2002 | 11          | 4           | 4           | 3           | 18         | 14         | +4         | 1.091  |
| 2003 | 12          | 7           | 3           | 2           | 24         | 10         | +14        | 1.417  |
| 2004 | 16          | 9           | 4           | 3           | 39         | 15         | +24        | 1.375  |
| 2005 | 12          | 8           | 3           | 1           | 24         | 5          | +19        | 1.583  |
| 2006 | 15          | 9           | 2           | 4           | 27         | 13         | +14        | 1.333  |
| 2007 | 12          | 6           | 6           | 0           | 19         | 8          | +11        | 1.500  |
| 2008 | 13          | 5           | 2           | 6           | 24         | 20         | +4         | 0.923  |
| 2009 | 12          | 9           | 3           | 0           | 19         | 2          | +17        | 1.750  |
| 2010 | 13          | 7           | 4           | 2           | 29         | 9          | +20        | 1.385  |
| 2011 | 10          | 6           | 2           | 2           | 26         | 10         | +16        | 1.400  |
| 2012 | 14          | 6           | 5           | 3           | 17         | 12         | +5         | 1.214  |
| 2013 | 12          | 7           | 3           | 2           | 23         | 15         | +8         | 1.417  |
| 2014 | 12          | 7           | 2           | 3           | 19         | 12         | +7         | 1.333  |
| 2015 | 10          | 7           | 0           | 3           | 12         | 8          | +4         | 1.400  |
| 2016 | 17          | 10          | 4           | 3           | 42         | 11         | +31        | 1.412  |
| 2017 | 15          | 11          | 3           | 1           | 35         | 8          | +27        | 1.667  |
| 2018 | 15          | 6           | 7           | 2           | 22         | 17         | +5         | 1.267  |
| 2019 | 10          | 7           | 2           | 1           | 26         | 7          | +19        | 1.600  |
| 2020 | 8           | 5           | 2           | 1           | 19         | 4          | +15        | 1.500  |
| 2021 | 16          | 9           | 4           | 3           | 34         | 14         | +20        | 1.375  |
| 2022 | 14          | 9           | 1           | 4           | 32         | 10         | +22        | 1.357  |
| 2023 | 10          | 10          | 0           | 0           | 36         | 2          | +34        | 2.000  |

## FIFA-wereldranglijst[12]
| 1993 | 1994 | 1995 | 1996 | 1997 | 1998 | 1999 | 2000 | 2001 | 2002 | 2003 | 2004 | 2005 | 2006 | 2007 | 2008 | 2009 | 2010 | 2011 | 2012 | 2013 | 2014 | 2015 | 2016 | 2017 | 2018 | 2019 | 2020 | 2021 | 2022 | 2023 | 2024 |
| ---- | ---- | ---- | ---- | ---- | ---- | ---- | ---- | ---- | ---- | ---- | ---- | ---- | ---- | ---- | ---- | ---- | ---- | ---- | ---- | ---- | ---- | ---- | ---- | ---- | ---- | ---- | ---- | ---- | ---- | ---- | ---- |
| 20   | 20   | 16   | 13   | 30   | 36   | 15   | 6    | 4    | 11   | 17   | 9    | 10   | 8    | 8    | 11   | 5    | 8    | 7    | 7    | 5    | 7    | 7    | 8    | 3    | 6    | 7    | 5    | 8    | 9    | 7    | 6    |

## Spelersrecords
- Bijgewerkt tot en met 14 juni 2025.

### Meeste interlands
| #  | Speler            | carrière   | Interlands | Doelpunten |
| -- | ----------------- | ---------- | ---------- | ---------- |
| 1  | Cristiano Ronaldo | 2003–heden | 221        | 138        |
| 2  | João Moutinho     | 2005–2022  | 146        | 7          |
| 3  | Pepe              | 2007–2024  | 141        | 8          |
| 4  | Luís Figo         | 1991–2006  | 127        | 32         |
| 5  | Nani              | 2006–2017  | 112        | 23         |
| 6  | Fernando Couto    | 1990–2004  | 110        | 8          |
| 7  | Rui Patrício      | 2010–2024  | 108        | 0          |
| 8  | Bruno Alves       | 2007–2018  | 96         | 11         |
| 9  | Rui Costa         | 1993–2004  | 94         | 26         |
| 10 | Ricardo Carvalho  | 2003–2016  | 89         | 5          |

### Topscorers
| #  | Speler            | Carrière   | Doelpunten | Interlands |
| -- | ----------------- | ---------- | ---------- | ---------- |
| 1  | Cristiano Ronaldo | 2003–heden | 138        | 221        |
| 2  | Pedro Pauleta     | 1997–2006  | 47         | 87         |
| 3  | Eusébio†          | 1961–1973  | 41         | 64         |
| 4  | Luís Figo         | 1991–2006  | 32         | 127        |
| 5  | Nuno Gomes        | 1996–2011  | 29         | 79         |
| 6  | Hélder Postiga    | 2003–2014  | 27         | 71         |
| 7  | Rui Costa         | 1993–2004  | 26         | 94         |
| 8  | Nani              | 2006–2017  | 24         | 112        |
| 9  | João Pinto        | 1991–2002  | 23         | 81         |
| 10 | Nené              | 1971–1984  | 22         | 65         |
| 10 | João Vieira Pinto | 1991–2002  | 22         | 81         |
| 10 | Simão             | 1998–2010  | 22         | 85         |

## Selecties

### Wereldkampioenschap
| Doel        |                    |  |  |                   |
| 1           | Américo Lopes      |  |  | FC Porto          |
| 2           | Joaquim Carvalho   |  |  | Sporting Lissabon |
| 3           | José Pereira       |  |  | Belenenses        |
| Verdediging |                    |  |  |                   |
| 4           | Vicente Lucas      |  |  | Belenenses        |
| 5           | Germano            |  |  | SC Salgueiros     |
| 17          | João Morais        |  |  | Sporting Lissabon |
| 20          | Alexandre Baptista |  |  | Sporting Lissabon |
| 21          | José Carlos        |  |  | Sporting Lissabon |
| 22          | Alberto Festa      |  |  | FC Porto          |
| Middenveld  |                    |  |  |                   |
| 6           | Fernando Peres     |  |  | Sporting Lissabon |
| 9           | Hilário            |  |  | Sporting Lissabon |
| 10          | Mário Coluna       |  |  | SL Benfica        |
| 11          | António Simões     |  |  | SL Benfica        |
| 14          | Fernando Cruz      |  |  | SL Benfica        |
| 16          | Jaime Graça        |  |  | SL Benfica        |
| 19          | Custódio Pinto     |  |  | FC Porto          |
| Aanval      |                    |  |  |                   |
| 7           | Ernesto Figueiredo |  |  | Sporting Lissabon |
| 8           | João Lourenço      |  |  | Sporting Lissabon |
| 12          | José Augusto       |  |  | SL Benfica        |
| 13          | Eusébio            |  |  | SL Benfica        |
| 15          | Manuel Duarte      |  |  | Sporting Lissabon |
| 18          | José Torres        |  |  | SL Benfica        |

| Doel        |                      |  |  |                   |
| 1           | Manuel Bento         |  |  | SL Benfica        |
| 12          | Jorge Martins        |  |  | Belenenses        |
| 22          | Vítor Damas          |  |  | Sporting Lissabon |
| Verdediging |                      |  |  |                   |
| 2           | João Pinto           |  |  | FC Porto          |
| 4           | José Ribeiro         |  |  | Boavista          |
| 5           | Álvaro Magalhães     |  |  | SL Benfica        |
| 11          | Fernando Bandeirinha |  |  | Académica Coimbra |
| 13          | António Morato       |  |  | Sporting Lissabon |
| 15          | António Oliveira     |  |  | SL Benfica        |
| 20          | Augusto Inácio       |  |  | FC Porto          |
| Middenveld  |                      |  |  |                   |
| 3           | António Sousa        |  |  | Sporting Lissabon |
| 6           | Carlos Manuel        |  |  | SL Benfica        |
| 7           | Jaime Pacheco        |  |  | Sporting Lissabon |
| 8           | Frederico Rosa       |  |  | Boavista          |
| 14          | Jaime Magalhães      |  |  | FC Porto          |
| 16          | José Antônio         |  |  | Belenenses        |
| 17          | Diamantino Miranda   |  |  | SL Benfica        |
| 18          | Luís Sobrinho        |  |  | Belenenses        |
| 21          | António André        |  |  | FC Porto          |
| Aanval      |                      |  |  |                   |
| 9           | Fernando Gomes       |  |  | FC Porto          |
| 10          | Paulo Futre          |  |  | FC Porto          |
| 19          | Rui Águas            |  |  | SL Benfica        |

| Doel        |                  |  |  |                    |
| 1           | Vítor Baía       |  |  | FC Porto           |
| 15          | Nélson Pereira   |  |  | Sporting Lissabon  |
| 16          | Ricardo Pereira  |  |  | Boavista           |
| Verdediging |                  |  |  |                    |
| 2           | Jorge Costa      |  |  | Charlton Athletic  |
| 3           | Abel Xavier      |  |  | Liverpool          |
| 4           | Marco Caneira    |  |  | SL Benfica         |
| 5           | Fernando Couto   |  |  | Lazio Roma         |
| 13          | Jorge Andrade    |  |  | FC Porto           |
| 18          | Nuno Frechaut    |  |  | Boavista           |
| 22          | Beto             |  |  | Sporting Lissabon  |
| 23          | Rui Jorge        |  |  | Sporting Lissabon  |
| Middenveld  |                  |  |  |                    |
| 6           | Paulo Sousa      |  |  | Espanyol           |
| 7           | Luís Figo        |  |  | Real Madrid        |
| 10          | Rui Costa        |  |  | AC Milan           |
| 12          | Hugo Viana       |  |  | Sporting Lissabon  |
| 14          | Pedro Barbosa    |  |  | Sporting Lissabon  |
| 17          | Paulo Bento      |  |  | Sporting Lissabon  |
| 20          | Petit            |  |  | Boavista           |
| Aanval      |                  |  |  |                    |
| 8           | João Pinto       |  |  | Sporting Lissabon  |
| 9           | Pedro Pauleta    |  |  | Girondins Bordeaux |
| 11          | Sérgio Conceição |  |  | Internazionale     |
| 19          | Nuno Capucho     |  |  | FC Porto           |
| 21          | Nuno Gomes       |  |  | ACF Fiorentina     |

| Doel        |                   |  |  |                     |
| 1           | Ricardo Pereira   |  |  | Sporting Lissabon   |
| 12          | Quim              |  |  | SL Benfica          |
| 22          | Paulo Santos      |  |  | Sporting Braga      |
| Verdediging |                   |  |  |                     |
| 2           | Paulo Ferreira    |  |  | Chelsea             |
| 3           | Marco Caneira     |  |  | Sporting Lissabon   |
| 4           | Ricardo Costa     |  |  | FC Porto            |
| 5           | Fernando Meira    |  |  | VfB Stuttgart       |
| 13          | Miguel            |  |  | Valencia CF         |
| 14          | Nuno Valente      |  |  | Everton             |
| 16          | Ricardo Carvalho  |  |  | Chelsea             |
| Middenveld  |                   |  |  |                     |
| 6           | Costinha          |  |  | Atlético Madrid     |
| 7           | Luís Figo         |  |  | Internazionale      |
| 8           | Petit             |  |  | SL Benfica          |
| 10          | Hugo Viana        |  |  | Valencia CF         |
| 15          | Luis Boa Morte    |  |  | Fulham              |
| 18          | Maniche           |  |  | Atlético Madrid     |
| 19          | Tiago             |  |  | Olympique Lyon      |
| 20          | Deco              |  |  | FC Barcelona        |
| Aanval      |                   |  |  |                     |
| 9           | Pedro Pauleta     |  |  | Paris Saint-Germain |
| 11          | Simão Sabrosa     |  |  | SL Benfica          |
| 17          | Cristiano Ronaldo |  |  | Manchester United   |
| 21          | Nuno Gomes        |  |  | SL Benfica          |
| 23          | Hélder Postiga    |  |  | FC Porto            |

| Doel        |                   |  |  |                       |
| 1           | Eduardo Carvalho  |  |  | Sporting Braga        |
| 12          | Beto              |  |  | FC Porto              |
| 22          | Daniel Fernandes  |  |  | Iraklis Saloniki      |
| Verdediging |                   |  |  |                       |
| 2           | Bruno Alves       |  |  | FC Porto              |
| 3           | Paulo Ferreira    |  |  | Chelsea               |
| 4           | Rolando           |  |  | FC Porto              |
| 6           | Ricardo Carvalho  |  |  | Chelsea               |
| 13          | Miguel            |  |  | Valencia CF           |
| 15          | Pepe              |  |  | Beşiktaş JK           |
| 21          | Ricardo Costa     |  |  | Lille OSC             |
| 23          | Fábio Coentrão    |  |  | SL Benfica            |
| Middenveld  |                   |  |  |                       |
| 5           | Duda              |  |  | Málaga CF             |
| 8           | Pedro Mendes      |  |  | Sporting Lissabon     |
| 14          | Miguel Veloso     |  |  | Sporting Lissabon     |
| 16          | Raúl Meireles     |  |  | FC Porto              |
| 17          | Rúben Amorim      |  |  | SL Benfica            |
| 19          | Tiago             |  |  | Atlético Madrid       |
| 20          | Deco              |  |  | Chelsea               |
| Aanval      |                   |  |  |                       |
| 7           | Cristiano Ronaldo |  |  | Real Madrid           |
| 9           | Liédson           |  |  | Sporting Lissabon     |
| 10          | Danny             |  |  | Zenit Sint-Petersburg |
| 11          | Simão Sabrosa     |  |  | Atlético Madrid       |
| 18          | Hugo Almeida      |  |  | Werder Bremen         |

| Doel        |                   |  |  |                       |
| 1           | Eduardo Carvalho  |  |  | Sporting Braga        |
| 12          | Rui Patrício      |  |  | Sporting Lissabon     |
| 22          | Beto              |  |  | Sevilla FC            |
| Verdediging |                   |  |  |                       |
| 2           | Bruno Alves       |  |  | Fenerbahçe            |
| 3           | Pepe              |  |  | Real Madrid           |
| 5           | Fábio Coentrão    |  |  | Real Madrid           |
| 13          | Ricardo Costa     |  |  | Valencia CF           |
| 14          | Neto              |  |  | Zenit Sint-Petersburg |
| 19          | André Almeida     |  |  | SL Benfica            |
| 21          | João Pereira      |  |  | Valencia CF           |
| Middenveld  |                   |  |  |                       |
| 4           | Miguel Veloso     |  |  | Dinamo Kiev           |
| 6           | William Carvalho  |  |  | Sporting Braga        |
| 8           | João Moutinho     |  |  | AS Monaco             |
| 16          | Raúl Meireles     |  |  | Fenerbahçe            |
| 20          | Rúben Amorim      |  |  | SL Benfica            |
| Aanval      |                   |  |  |                       |
| 7           | Cristiano Ronaldo |  |  | Real Madrid           |
| 9           | Hugo Almeida      |  |  | Beşiktaş JK           |
| 10          | Vieirinha         |  |  | VfL Wolfsburg         |
| 11          | Éder              |  |  | Sporting Braga        |
| 15          | Rafa Silva        |  |  | Sporting Braga        |
| 17          | Nani              |  |  | Manchester United     |
| 18          | Silvestre Varela  |  |  | FC Porto              |
| 23          | Hélder Postiga    |  |  | Lazio Roma            |

### Europees kampioenschap
| Doel        |                      |  |  |                   |
| 1           | Manuel Bento         |  |  | SL Benfica        |
| 12          | Jorge Martins        |  |  | Vitória Setúbal   |
| 20          | Vítor Damas          |  |  | Portimonense      |
| Verdediging |                      |  |  |                   |
| 8           | António Veloso       |  |  | SL Benfica        |
| 9           | João Pinto           |  |  | FC Porto          |
| 10          | António Lima Pereira |  |  | FC Porto          |
| 11          | Eurico Gomes         |  |  | FC Porto          |
| 16          | António Bastos Lopes |  |  | SL Benfica        |
| 17          | Álvaro Monteiro      |  |  | SL Benfica        |
| 18          | Eduardo Luís         |  |  | FC Porto          |
| Middenveld  |                      |  |  |                   |
| 4           | Fernando Chalana     |  |  | SL Benfica        |
| 5           | Vermelhinho          |  |  | FC Porto          |
| 7           | Carlos Manuel        |  |  | SL Benfica        |
| 13          | António Sousa        |  |  | FC Porto          |
| 14          | António Frasco       |  |  | FC Porto          |
| 15          | Jaime Pacheco        |  |  | FC Porto          |
| 19          | Diamantino Miranda   |  |  | SL Benfica        |
| Aanval      |                      |  |  |                   |
| 2           | Tamagnini Nené       |  |  | SL Benfica        |
| 3           | Rui Jordão           |  |  | Sporting Lissabon |
| 6           | Fernando Gomes       |  |  | FC Porto          |

| Doel        |                    |    |   |                   |
| 1           | Vítor Baía         | 45 | 0 | FC Porto          |
| 12          | Alfredo Castro     |    |   | Boavista          |
| 22          | Rui Correia        |    |   | Sporting Braga    |
| Verdediging |                    |    |   |                   |
| 2           | Secretário         |    |   | FC Porto          |
| 5           | Fernando Couto     |    |   | AC Parma          |
| 13          | Dimas Teixeira     |    |   | SL Benfica        |
| 16          | Hélder             |    |   | SL Benfica        |
| 21          | Paulo Madeira      |    |   | Belenenses        |
| Middenveld  |                    |    |   |                   |
| 3           | Paulinho Santos    |    |   | FC Porto          |
| 4           | Oceano da Cruz     |    |   | Sporting Lissabon |
| 6           | José Tavares       |    |   | Boavista          |
| 7           | Vítor Paneira      |    |   | Vitória Guimarães |
| 10          | Rui Costa          |    |   | ACF Fiorentina    |
| 14          | Pedro Barbosa      |    |   | Sporting Lissabon |
| 19          | Paulo Sousa        |    |   | Juventus          |
| 20          | Luís Figo          |    |   | FC Barcelona      |
| Aanval      |                    |    |   |                   |
| 8           | João Pinto         |    |   | SL Benfica        |
| 9           | Ricardo Sá Pinto   |    |   | Sporting Lissabon |
| 11          | Jorge Cadete       |    |   | Celtic            |
| 15          | Domingos Paciência |    |   | FC Porto          |
| 17          | Hugo Porfírio      |    |   | União Leiria      |
| 18          | António Folha      |    |   | FC Porto          |

| Doel        |                  |  |  |                     |
| 1           | Vítor Baía       |  |  | FC Porto            |
| 12          | Pedro Espinha    |  |  | Vitória Guimarães   |
| 22          | Quim             |  |  | Sporting Braga      |
| Verdediging |                  |  |  |                     |
| 2           | Jorge Costa      |  |  | FC Porto            |
| 3           | Rui Jorge        |  |  | Sporting Lissabon   |
| 5           | Fernando Couto   |  |  | Lazio Roma          |
| 13          | Dimas Teixeira   |  |  | Standard Luik       |
| 14          | Abel Xavier      |  |  | Everton             |
| 16          | Beto             |  |  | Sporting Lissabon   |
| 20          | Secretário       |  |  | FC Porto            |
| Middenveld  |                  |  |  |                     |
| 4           | Luís Vidigal     |  |  | Sporting Lissabon   |
| 6           | Paulo Sousa      |  |  | AC Parma            |
| 7           | Luís Figo        |  |  | FC Barcelona        |
| 10          | Rui Costa        |  |  | ACF Fiorentina      |
| 11          | Sérgio Conceição |  |  | Lazio Roma          |
| 15          | Costinha         |  |  | AS Monaco           |
| 17          | Paulo Bento      |  |  | Real Oviedo         |
| Aanval      |                  |  |  |                     |
| 8           | João Pinto       |  |  | SL Benfica          |
| 9           | Ricardo Sá Pinto |  |  | Real Sociedad       |
| 18          | Pedro Pauleta    |  |  | Deportivo La Coruña |
| 19          | Nuno Capucho     |  |  | FC Porto            |
| 21          | Nuno Gomes       |  |  | SL Benfica          |

| Doel        |                   |    |   |                     |
| 1           | Ricardo Pereira   | 33 | 0 | Sporting Lissabon   |
| 12          | Quim              |    |   | SL Benfica          |
| 22          | José Moreira      |    |   | SL Benfica          |
| Verdediging |                   |    |   |                     |
| 2           | Paulo Ferreira    |    |   | Chelsea             |
| 3           | Rui Jorge         | 44 | 1 | Sporting Lissabon   |
| 4           | Jorge Andrade     |    |   | Deportivo La Coruña |
| 5           | Fernando Couto    |    |   | Lazio Roma          |
| 13          | Miguel            |    |   | SL Benfica          |
| 14          | Nuno Valente      |    |   | FC Porto            |
| 15          | Beto              |    |   | Sporting Lissabon   |
| 16          | Ricardo Carvalho  |    |   | Chelsea             |
| Middenveld  |                   |    |   |                     |
| 6           | Costinha          |    |   | FC Porto            |
| 7           | Luís Figo         |    |   | Real Madrid         |
| 8           | Petit             |    |   | SL Benfica          |
| 10          | Rui Costa         |    |   | AC Milan            |
| 18          | Maniche           |    |   | FC Porto            |
| 19          | Tiago             |    |   | Chelsea             |
| 20          | Deco              |    |   | FC Barcelona        |
| Aanval      |                   |    |   |                     |
| 9           | Pedro Pauleta     |    |   | Paris Saint-Germain |
| 11          | Simão Sabrosa     |    |   | SL Benfica          |
| 17          | Cristiano Ronaldo |    |   | Manchester United   |
| 21          | Nuno Gomes        |    |   | SL Benfica          |
| 23          | Hélder Postiga    |    |   | FC Porto            |

| Doel        |                   |  |  |                   |
| 1           | Ricardo Pereira   |  |  | Real Betis        |
| 12          | Nuno              |  |  | FC Porto          |
| 22          | Rui Patrício      |  |  | Sporting Lissabon |
| Verdediging |                   |  |  |                   |
| 2           | Paulo Ferreira    |  |  | Chelsea           |
| 3           | Bruno Alves       |  |  | FC Porto          |
| 4           | José Bosingwa     |  |  | FC Porto          |
| 5           | Fernando Meira    |  |  | VfB Stuttgart     |
| 13          | Miguel            |  |  | Valencia CF       |
| 14          | Jorge Ribeiro     |  |  | Boavista          |
| 15          | Pepe              |  |  | Real Madrid       |
| 16          | Ricardo Carvalho  |  |  | Chelsea           |
| 18          | Miguel Veloso     |  |  | Sporting Lissabon |
| Middenveld  |                   |  |  |                   |
| 6           | Raúl Meireles     |  |  | FC Porto          |
| 8           | Petit             |  |  | SL Benfica        |
| 10          | João Moutinho     |  |  | Sporting Lissabon |
| 20          | Deco              |  |  | FC Barcelona      |
| Aanval      |                   |  |  |                   |
| 7           | Cristiano Ronaldo |  |  | Manchester United |
| 9           | Hugo Almeida      |  |  | Werder Bremen     |
| 11          | Simão Sabrosa     |  |  | Atlético Madrid   |
| 17          | Ricardo Quaresma  |  |  | FC Porto          |
| 19          | Nani              |  |  | Manchester United |
| 21          | Nuno Gomes        |  |  | SL Benfica        |
| 23          | Hélder Postiga    |  |  | Panathinaikos     |

| Doel        |                   |  |  |                       |
| 1           | Eduardo Carvalho  |  |  | SL Benfica            |
| 12          | Rui Patrício      |  |  | Sporting Lissabon     |
| 22          | Beto              |  |  | CFR Cluj              |
| Verdediging |                   |  |  |                       |
| 2           | Bruno Alves       |  |  | Zenit Sint-Petersburg |
| 3           | Pepe              |  |  | Real Madrid           |
| 5           | Fábio Coentrão    |  |  | Real Madrid           |
| 13          | Ricardo Costa     |  |  | Valencia CF           |
| 14          | Rolando           |  |  | FC Porto              |
| 19          | Miguel Lopes      |  |  | Sporting Braga        |
| 21          | João Pereira      |  |  | Sporting Lissabon     |
| Middenveld  |                   |  |  |                       |
| 4           | Miguel Veloso     |  |  | Genoa CFC             |
| 6           | Custódio Castro   |  |  | Sporting Braga        |
| 8           | João Moutinho     |  |  | FC Porto              |
| 15          | Rúben Micael      |  |  | Real Zaragoza         |
| 16          | Raúl Meireles     |  |  | Chelsea               |
| 20          | Hugo Viana        |  |  | Sporting Braga        |
| Aanval      |                   |  |  |                       |
| 7           | Cristiano Ronaldo |  |  | Real Madrid           |
| 9           | Hugo Almeida      |  |  | Beşiktaş JK           |
| 10          | Ricardo Quaresma  |  |  | Beşiktaş JK           |
| 11          | Nélson Oliveira   |  |  | SL Benfica            |
| 17          | Nani              |  |  | Manchester United     |
| 18          | Silvestre Varela  |  |  | FC Porto              |
| 23          | Hélder Postiga    |  |  | Real Zaragoza         |

| Doel        |                   |     |    |                   |
| 1           | Rui Patrício      | 52  | 0  | Sporting Lissabon |
| 12          | Anthony Lopes     | 3   | 0  | Olympique Lyon    |
| 22          | Eduardo           | 35  | 0  | Dinamo Zagreb     |
| Verdediging |                   |     |    |                   |
| 2           | Bruno Alves       | 86  | 10 | Fenerbahçe        |
| 3           | Pepe              | 77  | 3  | Real Madrid       |
| 4           | José Fonte        | 16  | 0  | Southampton       |
| 5           | Raphaël Guerreiro | 10  | 1  | Borussia Dortmund |
| 6           | Ricardo Carvalho  | 89  | 5  | AS Monaco         |
| 11          | Vieirinha         | 25  | 1  | VfL Wolfsburg     |
| 19          | Eliseu            | 18  | 1  | Benfica           |
| 21          | Cédric            | 15  | 0  | Southampton       |
| Middenveld  |                   |     |    |                   |
| 8           | João Moutinho     | 90  | 4  | AS Monaco         |
| 10          | João Mário        | 18  | 0  | Sporting Lissabon |
| 13          | Danilo Pereira    | 17  | 1  | FC Porto          |
| 14          | William Carvalho  | 25  | 0  | Sporting Lissabon |
| 15          | André Gomes       | 13  | 0  | Valencia          |
| 16          | Renato Sanches    | 11  | 1  | Bayern München    |
| 23          | Adrien Silva      | 13  | 0  | Sporting Lissabon |
| Aanval      |                   |     |    |                   |
| 7           | Cristiano Ronaldo | 133 | 61 | Real Madrid       |
| 9           | Éder              | 29  | 4  | Swansea City      |
| 17          | Nani              | 103 | 21 | Fenerbahçe        |
| 18          | Rafa              | 9   | 0  | SC Braga          |
| 20          | Ricardo Quaresma  | 57  | 8  | Beşiktaş          |

 Albanië ·  Andorra ·  Armenië ·  Azerbeidzjan ·  België ·  Bosnië en Herzegovina ·  Bulgarije ·  Cyprus ·  Denemarken ·  Duitsland ·  Engeland ·  Estland ·  Faeröer ·  Finland ·  Frankrijk ·  Georgië ·  Gibraltar ·  Griekenland ·  Hongarije ·  Ierland ·  IJsland ·  Israël ·  Italië ·  Kazachstan ·  Kosovo ·  Kroatië ·  Letland ·  Liechtenstein ·  Litouwen ·  Luxemburg ·  Malta ·  Moldavië ·  Montenegro ·  Nederland ·  Noord-Ierland ·  Noord-Macedonië ·  Noorwegen ·  Oekraïne ·  Oostenrijk ·  Polen ·  Portugal ·  Roemenië ·  Rusland ·  San Marino ·  Schotland ·  Servië ·  Slovenië ·  Slowakije ·  Spanje ·  Tsjechië ·  Turkije ·  Wales ·  Wit-Rusland ·  Zweden ·  Zwitserland
 Bohemen ·  Bohemen en Moravië ·  Duitse Democratische Republiek ·  Ierland ·  Joegoslavië ·  Servië en Montenegro ·  Tsjecho-Slowakije ·  GOS ·  Saarland ·  Sovjet-Unie
FPF · A-internationals · Selecties · Statistieken · Bondscoaches · Portugees vrouwenelftal · Olympisch elftal · Portugal U21 · Portugal U20 · Portugal U19 · Portugal U18 · Portugal U17 · Vrouwen U17
1921 – 1929 · 
1930 – 1939 · 
1940 – 1949 · 
1950 – 1959 · 
1960 – 1969 · 
1970 – 1979 · 
1980 – 1989 · 
1990 – 1999 · 
2000 – 2009 · 
2010 – 2019 · 
2020 – 2029
EK's: 1984 · 
1996 · 
2000 · 
2004 · 
2008 · 
2012 · 
2016 · 
2020 · 
2024
WK's: 1966 · 
1986 · 
2002 · 
2006 · 
2010 · 
2014 · 
2018 · 
2022
OS: 1928 · 
1996 · 
2004 · 
2016
1921 · 
1922 · 
1923 · 
1924 · 
1925 · 
1926 · 
1927 · 
1928 · 
1929 · 
1930 · 
1931 · 
1932 · 
1933 · 
1934 · 
1935 · 
1936 · 
1937 · 
1938 · 
1939 · 
1940 · 
1942 · 
1943 · 1944 · 
1945 · 
1946 · 
1947 · 
1948 · 
1949 ·
1950 · 
1951 · 
1952 · 
1953 · 
1954 · 
1955 · 
1956 · 
1957 · 
1958 · 
1959 ·
1960 · 
1961 · 
1962 ·
1963 ·
1964 · 
1965 · 
1966 · 
1967 · 
1968 · 
1969 ·
1970 · 
1971 · 
1972 · 
1973 · 
1974 · 
1975 · 
1976 · 
1977 · 
1978 · 
1979 ·
1980 · 
1981 · 
1982 · 
1983 · 
1984 · 
1985 · 
1986 · 
1987 · 
1988 · 
1989 · 
1990 · 
1991 ·
1992 · 
1993 · 
1994 · 
1995 · 
1996 · 
1997 · 
1998 · 
1999 · 
2000 · 
2001 · 
2002 · 
2003 · 
2004 · 
2005 · 
2006 · 
2007 · 
2008 · 
2009 · 
2010 · 
2011 · 
2012 · 
2013 ·
2014 ·
2015 ·
2016 ·
2017 ·
2018 ·
2019 ·
2020 ·
2021 ·
2022
Albanië ·
Algerije ·
Andorra ·
Angola ·
Argentinië ·
Armenië ·
Azerbeidzjan ·
België ·
Bolivia ·
Bosnië-Herzegovina ·
Brazilië ·
Bulgarije ·
Canada ·
Chili ·
China ·
Cyprus ·
DDR ·
Denemarken ·
Duitsland ·
Ecuador ·
Egypte ·
Engeland ·
Estland ·
Faeröer ·
Finland ·
Frankrijk ·
Gabon ·
Georgië ·
Ghana ·
Gibraltar ·
Griekenland ·
Hongarije ·
Ierland ·
IJsland ·
Iran ·
Israël ·
Italië ·
Ivoorkust ·
Joegoslavië ·
Kaapverdië ·
Kameroen ·
Kazachstan ·
Koeweit ·
Kroatië ·
Letland ·
Liechtenstein ·
Litouwen ·
Luxemburg ·
Malta ·
Marokko ·
Mexico ·
Moldavië ·
Mozambique ·
Nederland ·
Nieuw-Zeeland ·
Nigeria ·
Noord-Ierland ·
Noord-Korea ·
Noord-Macedonië ·
Noorwegen ·
Oekraïne ·
Oostenrijk ·
Panama ·
Paraguay ·
Polen ·
Qatar ·
Roemenië ·
Rusland ·
Saoedi-Arabië ·
Schotland ·
Servië ·
Slovenië ·
Slowakije ·
Sovjet-Unie ·
Spanje ·
Tsjechië ·
Tsjecho-Slowakije ·
Tunesië ·
Turkije ·
Uruguay ·
Verenigde Staten ·
Wales ·
Zuid-Afrika ·
Zuid-Korea ·
Zweden ·
Zwitserland
Angola (2006) ·
België (2021) ·
Brazilië (2010) · 
Denemarken (2012) ·
Duitsland (2006) ·
Duitsland (2008) ·
Duitsland (2012) ·
Duitsland (2014) ·
Duitsland (2021) ·
Engeland (2000) ·
Engeland (2006) ·
Frankrijk (2006) ·
Frankrijk (2016) ·
Frankrijk (2021)  ·
Ghana (2014) ·
Griekenland (2004, 2) · 
Hongarije (2021) · 
IJsland (2016) · 
Iran (2006) ·
Iran (2018) ·
Marokko (2018) ·
Marokko (2022) ·
Mexico (2006) ·
Nederland (2006) ·
Nederland (2012) ·
Oostenrijk (2016) · 
Spanje (2012) · 
Spanje (2018) ·
Tsjechië (2008) ·
Tsjechië (2012) · 
Turkije (2008) ·
Verenigde Staten (2014) ·
Uruguay (2018) ·
Zuid-Korea (2022) · 
Zwitserland (2008) · 
Zwitserland (2022)